# أذربيجان
أذربيجان (بالأذرية: Azərbaycan) أو رسميًا جمهورية أذربيجان (بالأذرية: Azərbaycan Respublikası أذربيجان ريسبوليكاسي) هي واحدة من ست دول تركية مستقلة في منطقة القوقاز في أوراسيا. تقع في مفترق الطرق بين أوروبا الشرقية وآسيا الغربية، ويحدها بحر قزوين إلى الشرق وروسيا من الشمال وجورجيا إلى الشمال الغربي وأرمينيا إلى الغرب وإيران في الجنوب.
يحد مكتنف ناخيتشيفان أرمينيا في الشمال والشرق وإيران إلى الجنوب والغرب بينما تحد تركيا بحدود قصيرة في الشمال الغربي. تحاط الوصائد كاركي ويوخاري أوسكيبارا وبروخودارلي وسوفولو بأرمينيا والتي تسيطر عليها منذ حرب ناغورني قره باغ (أرتساخ). أما منطقة ناغورني قره باغ (أرتساخ) ذات الأغلبية الأرمنية في الجنوب الغربي من أذربيجان أعلنت نفسها مستقلة من أذربيجان في عام 1991 لكن هذا الاستقلال لم يتم الاعتراف به دبلوماسياً من جانب أي دولة ولا تزال تعدّ جزءا من أذربيجان بحكم القانون تحتله القوات الأرمينية.
تمتلك أذربيجان علاقات دبلوماسية مع 158 دولة حتى الآن وتحمل عضوية 38 منظمة دولية. تحمل صفة مراقب في حركة عدم الانحياز ومنظمة التجارة العالمية ومراسل في الاتحاد الدولي للاتصالات. توجد جاليات أذربيجانية في 42 بلداً كما توجد العشرات من مراكز الأقليات العرقية داخل أذربيجان بما في ذلك (المجتمع الثقافي الألماني «كارل هاوس» والمركز الثقافي السلافي والمجتمع الأذربيجاني الإسرائيلي والمركز الثقافي الكردي ورابطة تاليش الدولية والمركز الليزغيني الوطني «سمور» والمجتمع الأذربيجاني التتري ومجتمع تتار القرم... الخ). في 9 مايو 2006 انتخبت أذربيجان لعضوية مجلس حقوق الإنسان المنشأ حديثاً من قبل الجمعية العامة للأمم المتحدة. وبدأت فترة ولاية المجلس في 19 يونيو 2006.
أذربيجان دولة ذات غالبية عرقية تركية ودينية مسلمة. الدولة رسمياً علمانية وجمهورية موحدة مع تراث ثقافي وتاريخي قديم. كانت أذربيجان أول محاولة لإقامة جمهورية ديمقراطية وعلمانية في العالم الإسلامي.
أذربيجان هي أحد الأعضاء المؤسسين لمجموعة غوام ومنظمة حظر الأسلحة الكيميائية وانضمت إلى رابطة الدول المستقلة في أيلول / سبتمبر من عام 1993. يوجد مبعوث خاص للمفوضية الأوروبية في البلد، التي هي أيضاً عضو في الأمم المتحدة ومنظمة الأمن والتعاون في أوروبا ومجلس أوروبا وبرنامج الشراكة من أجل السلام لمنظمة حلف شمال الأطلسي.

## أصل التسمية

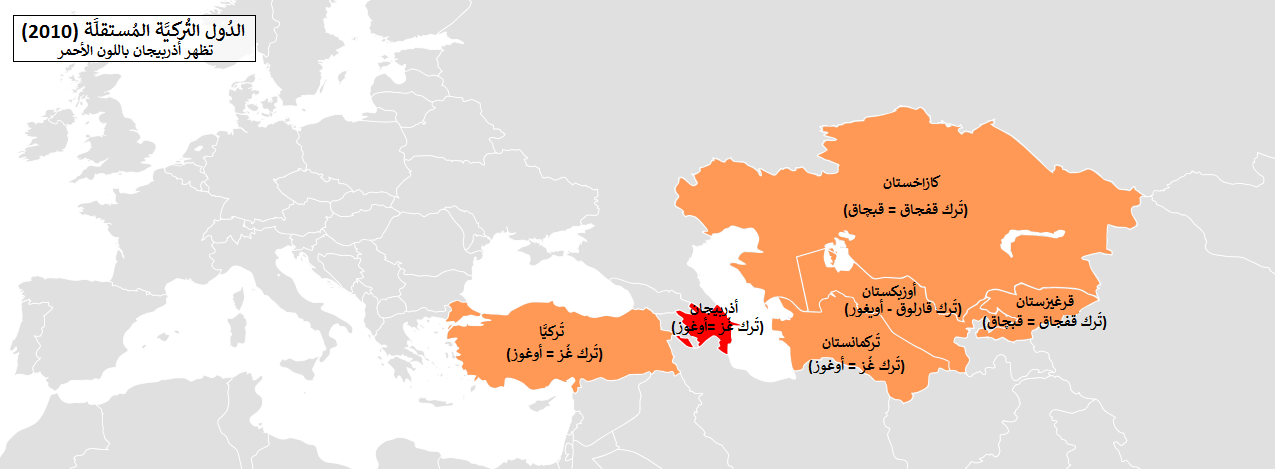
أذربيجان واحدة من الدول التركية الست المستقلة عام 1991.

يُرجع البعض اسم أذربيجان إلى القائد العسكري أتروبيتس، الذي كان قائدا في جيش الإسكندر المقدوني، وبعد أن ضم الإسكندر المنطقة إلى إمبراطوريته جعله حاكما عليها فسميت باسمه. بينما يرجع البعض الآخر أصل الاسم إلى الديانة الزرادشتية القديمة. في فراواردين يشت الأفستي («ترنيمة إلى الملائكة الحامية») ذكرت «أتريباتاه فرافاشيم أتريباتاه يازامايدي أشاونو»، والتي تترجم حرفيًا من الفارسية القديمة «نعبد فرافاشي من أتاري- باتا المقدسة».
حكم الأتروبات المنطقة الأتروباتية (في الوقت الحاضر أذربيجان الإيرانية). الاسم «أتروبات» في حد ذاته هو الترجمة الحرفية اليونانية للفارسية القديمة وربما الميدية لعبارة «محمية بالنار (المقدسة)». يذكر الاسم اليوناني من قبل ديودوروس سيكولوس وسترابون، وذكرت باسم أدورباداجان في النصوص الجغرافية البهلوية «شهرستانيا إي إيرانشهر». تترجم الكلمة على حد سواء «خزنة» أو «خازن» النار في الفارسية الحديثة.

## التاريخ

### العصور القديمة
أقدم الدلائل على وجود مستوطنات بشرية في إقليم أذربيجان تعود إلى العصر الحجري المتأخر وترتبط بثقافة غوروكاي في كهف أزيخ، حيث أدرجت الأدلة الأثرية أذربيجان على خريطة مواقع تطور رجل أوروبا. تظهر ثقافات العصر الحجري القديم الأعلى وثقافات أواخر العصر البرونزي في كهوف تاجيلار ودامسيلي وزار ويتق-ييري وفي مقابر ليلاتيبي وسارايتيبي. خضعت هذه المنطقة نحو 550 سنة قبل الميلاد للأخمينيين مما أدى إلى انتشار الديانة الزرادشتية. في وقت لاحق أصبحت جزءاً من إمبراطورية الإسكندر الأكبر وخليفتها الإمبراطورية السلوقية. بينما أنشأ ألبان القوقاز والذين هم السكان الأصليون للمنطقة مملكة مستقلة في حوالي القرن الرابع قبل الميلاد.
شملت أولى المستوطنات الإيرانية السكيثيين في القرن التاسع قبل الميلاد. بعد السكيثيين، هيمن الميديون على المنطقة جنوب الأراس. شكل الميديون إمبراطورية شاسعة بين عاميّ 900 و 700 قبل الميلاد والتي دمجت في الامبراطورية الأخمينية حوالي سنة 550 قبل الميلاد.
خلال هذه الفترة انتشرت الديانة الزرادشتية في القوقاز وأتروباتين. تكلم الأذريون القدامى اللغة الأذرية القديمة.

### العصور الوسطى

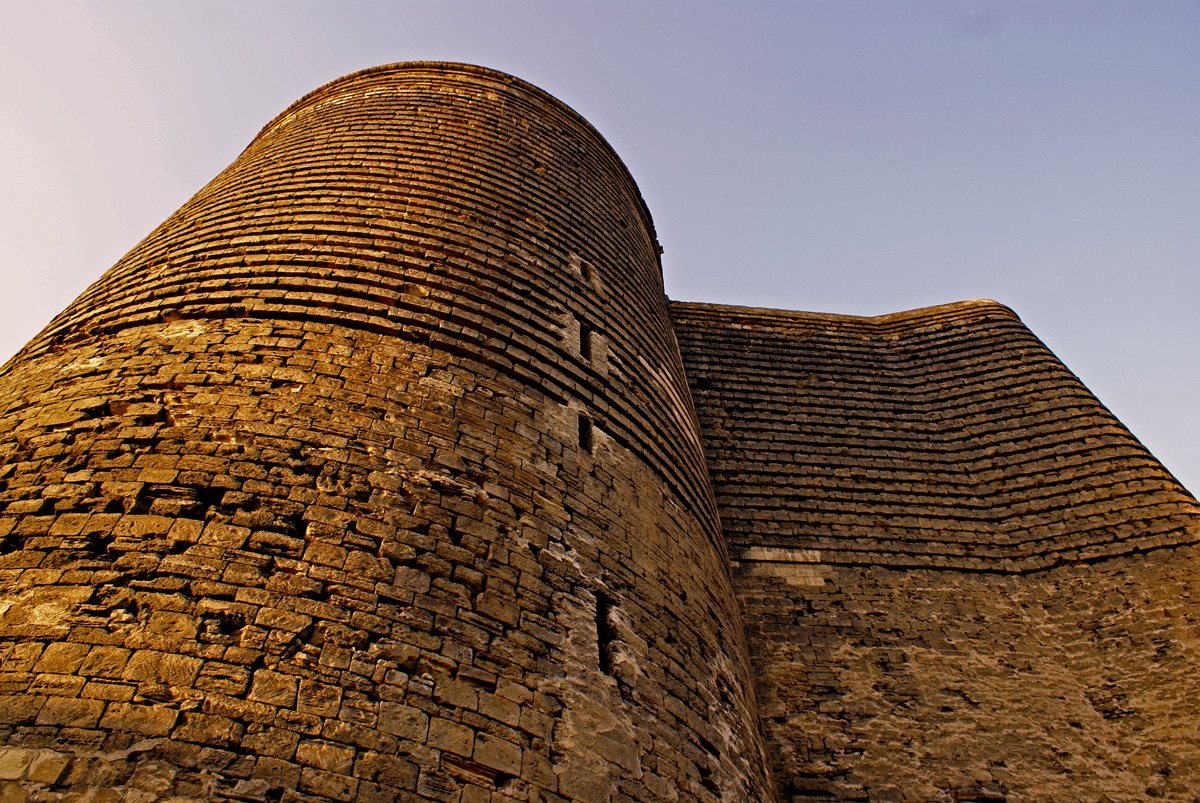
برج مايدن في باكو القديمة. من المواقع على قائمة اليونسكو للتراث العالمي وبني في القرنين الحادي عشر والثاني عشر.

في عام 252 م حول الساسانيون ألبانيا القوقازية إلى دولة تابعة بينما اعتنق الملك أرناير المسيحية رسمياً كدين الدولة في القرن الرابع. على الرغم من الفتوحات العديدة من طرف الساسانيين والبيزنطيين ظلت ألبانيا كياناً في المنطقة حتى القرن التاسع. طردت الخلافة الأموية الإسلامية كلاً من الساسانيين والبيزنطيين من منطقة القوقاز وحولت ألبانيا إلى دولة تابعة بعد مقاومة مسيحية قادها الأمير جافانشير والتي قمعت في سنة 667.
ملأت فراغ السلطة الذي خلّفه تراجع الخلافة العباسية سلالات محلية عديدة مثل المسافرين والساجدين والرواديين والشداديين والبويهيين. في بداية القرن الحادي عشر، سيطر على الأرض بشكل تدريجي موجات قبائل الأوغوز الأتراك قادمين من آسيا الوسطى. كانت أولى هذه السلالات التركية الغزنويون والذين دخلوا المنطقة التي تعرف الآن باسم أذربيجان عام 1030.

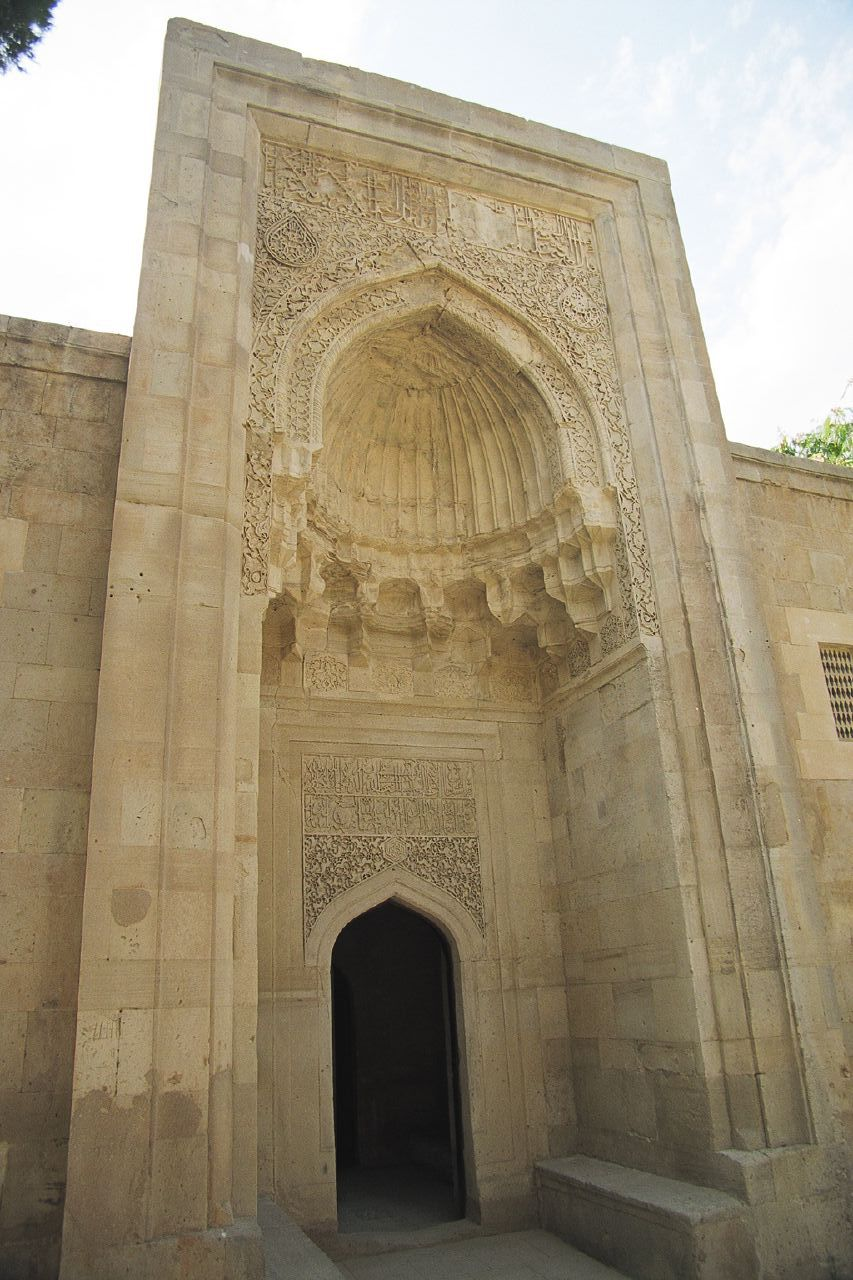
بوابة مزخرفة في قصر شرواني.

لم تنتشر اللغة الأذرية بشكل كامل في أذربيجان حتى أواخر القرن التاسع عشر حيث كان بالإمكان العثور على المتحدثين بالإيرانية القديمة فقط في مناطق صغيرة معزولة في الجبال أو المناطق النائية الأخرى (مثل قرى هرزند وغلين غويا وشهرود في خلخل وأنرجان).
محلياً، حكم ممتلكات الدولة السلجوقية اللاحقة الأتابكة الذين كانوا من الناحية العملية تابعين للسلاطين السلاجقة لكنهم أحياناً بحكم الواقع حكموا أنفسهم. تحت حكم الأتراك السلاجقة، قدم الشعراء المحليون مثل نظامي الكنجوي وخاقاني دفعة للأدب الفارسي في أراضي أذربيجان في الوقت الحاضر. كان حكم الدولة التالية من الجلائريين قصيراً وسقطت تحت غزوات تيمورلنك.
أصبحت السلالة المحلية من الشرونشاهيين دولة تابعة لإمبراطورية تيمورلنك وساعدوه في حربه مع حاكم القبيلة الذهبية طخطميش. بعد وفاة تيمور برزت دولتان مستقلتان متنافستان: دولة الخروف الأسود ودولة الخروف الأبيض. عاد الشرونشاهيون وحافظوا على درجة عالية من الحكم الذاتي كحكام محليين وتابعين من سنة 861 حتى سنة 1539. خلال اضطهادهم على يد الصفويين، فرضت تلك السلالة الإسلام الشيعي على السكان السنة سابقاً، خلال الفترة التي كانت خلالها في حرب ضد الدولة العثمانية السنية.

### الفترة الحديثة

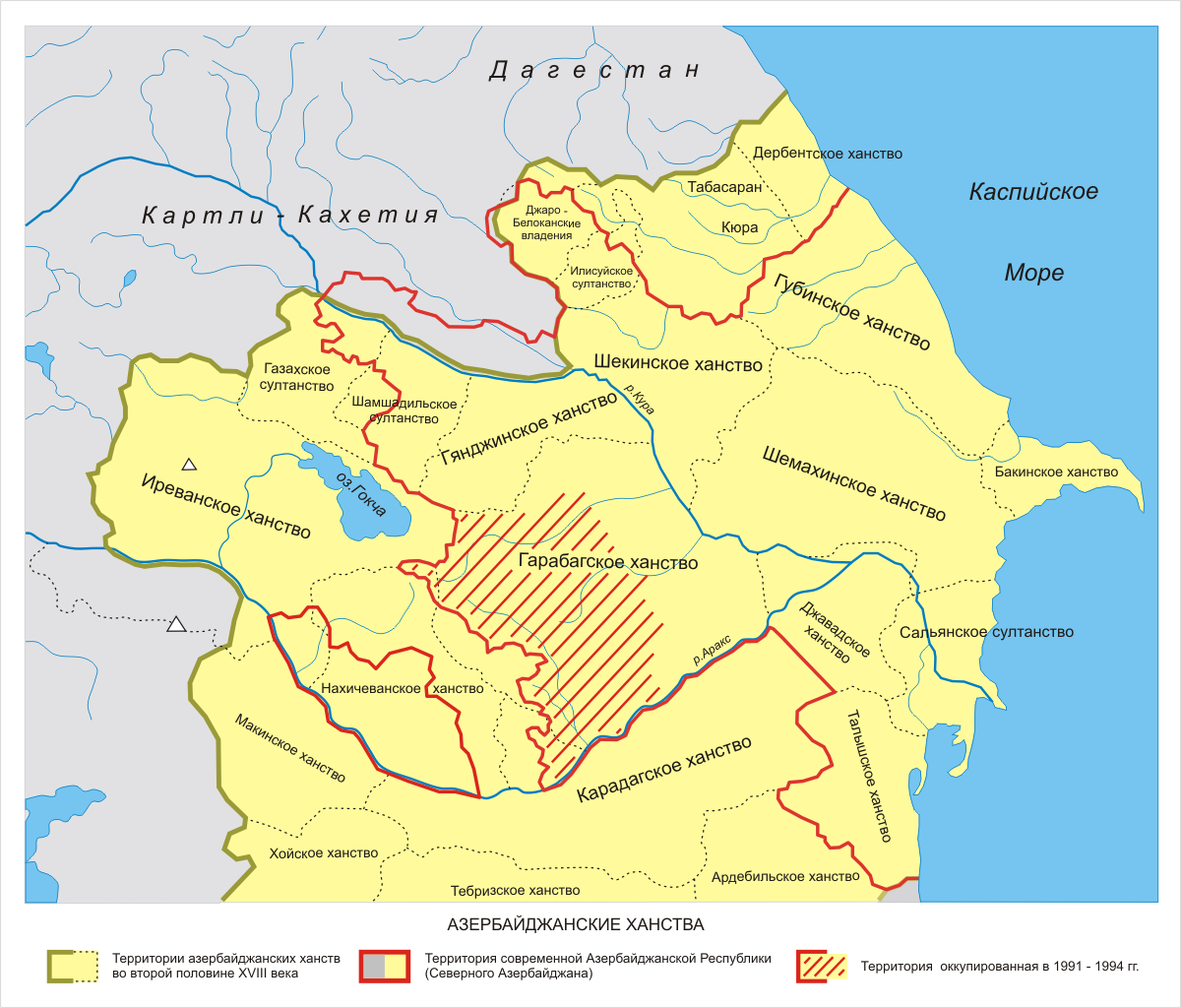
الخانات الأذرية في القرن الثامن عشر

بعد الصفويين، حكم المنطقة الأسر الحاكمة الإيرانية: الأفشار والزُند ولفترة وجيزة من قبل القاجار. مع ذلك، وتحت السيادة الفارسية برزت خانات ذاتية الحكم بحكم الأمر الواقع في المنطقة وخصوصاً بعد انهيار سلالة زند وفي بداية عهد قاجار. اختتمت الحملة الروسية القصيرة والناجحة عام 1812 بمعاهدة غلستان، والتي أنهى فيها الشاه مطالبته ببعض خانات القوقاز التي احتلتها روسيا بحكم كونها مستقلة عملياً لفترة طويلة قبل احتلالها من قبل الروس.
مارست الخانات السيطرة على طرق التجارة العالمية بين آسيا الوسطى والغرب. وبعد انخراطها في حرب مستمرة وضمت في نهاية المطاف إلى الإمبراطورية الروسية في سنة 1813 في أعقاب الحربين الروسية الفارسية. أما المنطقة إلى الشمال من نهر أراس والتي هي جزء من جمهورية أذربيجان المعاصرة كانت من الأراضي الإيرانية حتى احتلتها روسيا. بموجب معاهدة تركمنجاي اعترفت الدولة الفارسية بالسيادة الروسية على خانات ايريوان وخانات نخجوان وما تبقى من خانات لنكران.

### جمهورية أذربيجان الديمقراطية
بعد انهيار الإمبراطورية الروسية خلال الحرب العالمية الأولى، أصبحت أذربيجان جنباً إلى جنب مع أرمينيا وجورجيا جزءاً من الجمهورية القوقازية الاتحادية الديمقراطية. عندما أعلن حل تلك الجمهورية في مايو 1918، أعلنت أذربيجان استقلالا باسم جمهورية أذربيجان الديمقراطية، وكانت تلك الجمهورية أول جمهورية برلمانية حديثة في العالم الإسلامي.
من بين الإنجازات الهامة للبرلمان منح المرأة حق التصويت، مما يجعل من أذربيجان الأمة الإسلامية الأولى التي تمنح المرأة حقوقاً سياسية مساوية للرجل. كما سبقت في هذا الإنجاز المملكة المتحدة والولايات المتحدة. من الإنجازات الأخرى لهذه الجمهورية أيضاً إنشاء جامعة باكو الحكومية التي كانت أول جامعة حديثة تأسست في الشرق الإسلامي.
بحلول آذار / مارس من سنة 1920، كان من الواضح أن روسيا السوفيتية ستهاجم باكو حيث قال فلاديمير لينين أن هناك ما يبرر الغزو السوفيتي حيث أن روسيا السوفيتية لا تستطيع البقاء على قيد الحياة بدون نفط باكو.

خريطة لأذربيجان في مؤتمر باريس للسلام 1919.

استمر استقلال أذربيجان 23 شهراً فقط عندما غزاها الجيش الأحمر السوفيتي البلشفي وأسس جمهورية أذربيجان الاشتراكية السوفيتية في 28 أبريل سنة 1920. على الرغم من أن جيش جمهورية أذربيجان الديمقراطية حديث التأسيس أرهق في إخماد تمرد أرمني في قرة باغ، إلا أن الأذريين لم يستسلموا بسهولة للغزو السوفيتي، حيث قتل نحو 20,000 جندي أذربيجاني خلال ذلك الغزو السوفيتي الناجح.
استمرت الجمهورية الديمقراطية لعامين اثنين فقط، إلا أن الحكومات الائتلافية حققت نجاحات على صعيد بناء الدولة والتعليم وإنشاء جيش، والاستقلال المالي والاقتصادي وتحقيق الاعتراف الدولي بالجمهورية بحكم الأمر الواقع بانتظار الحق القانوني حيث أسست علاقات دبلوماسية مع عدد من الدول، كما أعدت دستورها المبني على تساوي الحقوق.

### أذربيجان السوفيتية
في 13 أكتوبر / تشرين الأول سنة 1921، وقعت الجمهوريات السوفيتية روسيا وأرمينيا وأذربيجان وجورجيا إتفاقا مع تركيا يعرف باسم معاهدة قارص. كما تم منح أرمينيا منطقة زانكيزور ووافقت تركيا على إعادة غيومري (المعروفة آنذاك باسم أكسندروبول).
في 12 مارس / آذار سنة 1922 وتحت ضغوط شديدة من موسكو قام قادة أذربيجان وأرمينيا وجورجيا بتشكيل الاتحاد المعروف باسم جمهورية ما وراء القوقاز الاشتراكية السوفيتية. كانت هذه أول محاولة اتحادية للجمهوريات السوفيتية وسبقت اتحاد الجمهوريات الاشتراكية السوفيتية. تألف مجلس الاتجاد من ممثلين عن الجمهوريات الثلاث وهم ناريمان ناريمانوف (أذربيجان) وبوليكارب مديفاني (جورجيا) وألكسندر فيودوروفيتش مياسنيكيان (أرمينيا). كان السكرتير الأول للحزب الشيوعي في القوقاز سيرغو أوردجونيكيدزه. في عام 1936 تم حل جمهورية القوقاز وتشكلت جمهورية أذربيجان الاشتراكية السوفيتية وأصبحت واحدة من الدول الأعضاء المكونة للاتحاد السوفيتي. بين عاميّ 1926 و 1939 نمت نسبة العرقية الروسية في أذربيجان من 9.5% إلى 16.5%.
خلال الحرب العالمية الثانية، لعبت أذربيجان دوراً حاسماً في سياسة الطاقة الإستراتيجية للاتحاد السوفيتي حيث قدمت باكو معظم نفط الاتحاد السوفيتي على الجبهة الشرقية. بموجب مرسوم صادر عن مجلس السوفيت الأعلى للاتحاد السوفيتي في شباط / فبراير سنة 1942، منح أكثر من 500 عامل وموظف في صناعة النفط في أذربيجان ميداليات لالتزامهم في العمل. استهدفت العملية إيديلفايس التي قام بها الفيرماخت الألماني باكو نظراً لأهميتها بوصفها مصدر طاقة الاتحاد السوفيتي. حارب نحو 800,000 من الأذربيجانيين في صفوف الجيش السوفيتي، وقتل نصفهم في الحرب، كما منح الفريق غازي أصلانوف وسام بطل الاتحاد السوفيتي مرتين.

### استعادة الاستقلال
في أعقاب سياسة المصارحة التي بدأها ميخائيل غورباتشوف ظهرت الاضطرابات الأهلية والصراعات العرقية في مناطق مختلفة من الاتحاد السوفيتي بما في ذلك ناغورني قره باغ (أرتساخ) وهي إقليم في جمهورية أذربيجان الاشتراكية السوفيتية. الاضطرابات في أذربيجان وكَردّ فعل على اللامبالاة من جانب موسكو حول الصراع الساخن فعلاً، أدت إلى دعوات للاستقلال والانفصال والتي بلغت ذروتها في يناير الأسود في باكو. في هذا الوقت، تم تعيين أياز مطلبوف سكرتيراً أول للحزب الشيوعي في أذربيجان.
في وقت لاحق في عام 1990، ألغى المجلس الأعلى لجمهورية أذربيجان الاشتراكية السوفيتية عبارة «الاشتراكية السوفيتية» من التسمية، واعتمد إعلان سيادة جمهورية أذربيجان واستعادة علم جمهورية أذربيجان الديمقراطية بوصفه علماً للدولة. يوم 8 سبتمبر سنة 1991 انتخب أياز مطلبوف رئيساً في الانتخابات العامة التي كان فيها المرشح الوحيد.
يوم 18 أكتوبر 1991، اعتمد المجلس الأعلى لأذربيجان إعلان الاستقلال الذي أكده استفتاء شعبي على الدستور في ديسمبر 1991 عندما تم حل الاتحاد السوفيتي رسمياً. طغت في السنوات الأولى من الاستقلال حرب ناغورني قره باغ (أرتساخ) مع أرمينيا المجاورة. بحلول نهاية الأعمال العدائية في عام 1994، فقدت أذربيجان السيطرة على ما يصل إلى 16% من أراضيها، بما في ذلك ناغورني قرة باغ نفسها. قتل ما يقدر بنحو 30,000 شخصاً وشرد أكثر من مليون آخرين.

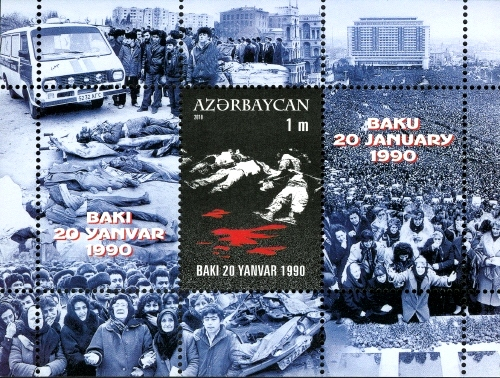
طابع أذري تظهر عليه صور من أحداث يناير الأسود.

صدرت أربعة قرارات أممية عن مجلس الأمن (822 و 853 و 874 و 884) دعت إلى «الانسحاب لقوات الاحتلال من المناطق المحتلة في جمهورية أذربيجان». في عام 1993 أطيح بالرئيس المنتخب ديمقراطياً أبو الفضل إلجي بيك عبر تمرد عسكري بقيادة العقيد سورات حسينوف مما أدى إلى صعود الزعيم السابق لأذربيجان السوفيتية حيدر علييف إلى السلطة.
في عام 1994 حاول سورات حسينوف والذي كان حينها رئيساً للوزراء القيام بانقلاب آخر ضد حيدر علييف، لكن ألقي القبض على حسينوف ووجهت إليه تهمة الخيانة. في عام 1995 تم تفادي آخر محاولة انقلاب ضد علييف من قبل قائد الوحدة الخاصة أومون ميليتسيا روفشان يافادوف مما أسفر عن مقتل الأخير وتفكيك الوحدة الأذربيجانية أومون.
خلال فترة رئاسته استطاع علييف الحد من البطالة في البلاد وكبح جماح الجماعات الإجرامية وإنشاء المؤسسات الأساسية لأي دولة مستقلة وجلب السلام والاستقرار والاستثمارات الأجنبية الكبرى. في الوقت نفسه انتشر الفساد في البلاد في الإدارة البيروقراطية. في أكتوبر 1998 أعيد انتخاب علييف لولاية ثانية. على الرغم من تحسن الاقتصاد وخصوصاً مع استغلال حقل نفط أذري-جيراق-غونشلي وحقل شاه دنيز للغاز، أصبحت رئاسة علييف لا تحظى بشعبية بسبب تزوير الأصوات الانتخابية والفساد المستشري والاعتراض على نظامه الاستبدادي.

### في القرن الحادي والعشرين
انتخب إلهام علييف في 26 مارس سنة 2005 رئيساً للبلاد. في 20 مايو 2010 اعتمد البرلمان الأوروبي في ستراسبورغ «ضرورة إستراتيجية الاتحاد الأوروبي لجنوب القوقاز» على أساس التقرير الذي أعده يفغيني كيريلوف عضو البرلمان عن بلغاريا. ينص القرار على وجه الخصوص أنه يجب «تطهير المناطق الأذرية المحتلة حول ناغورني قرة باغ في أقرب وقت ممكن».

## الجغرافيا

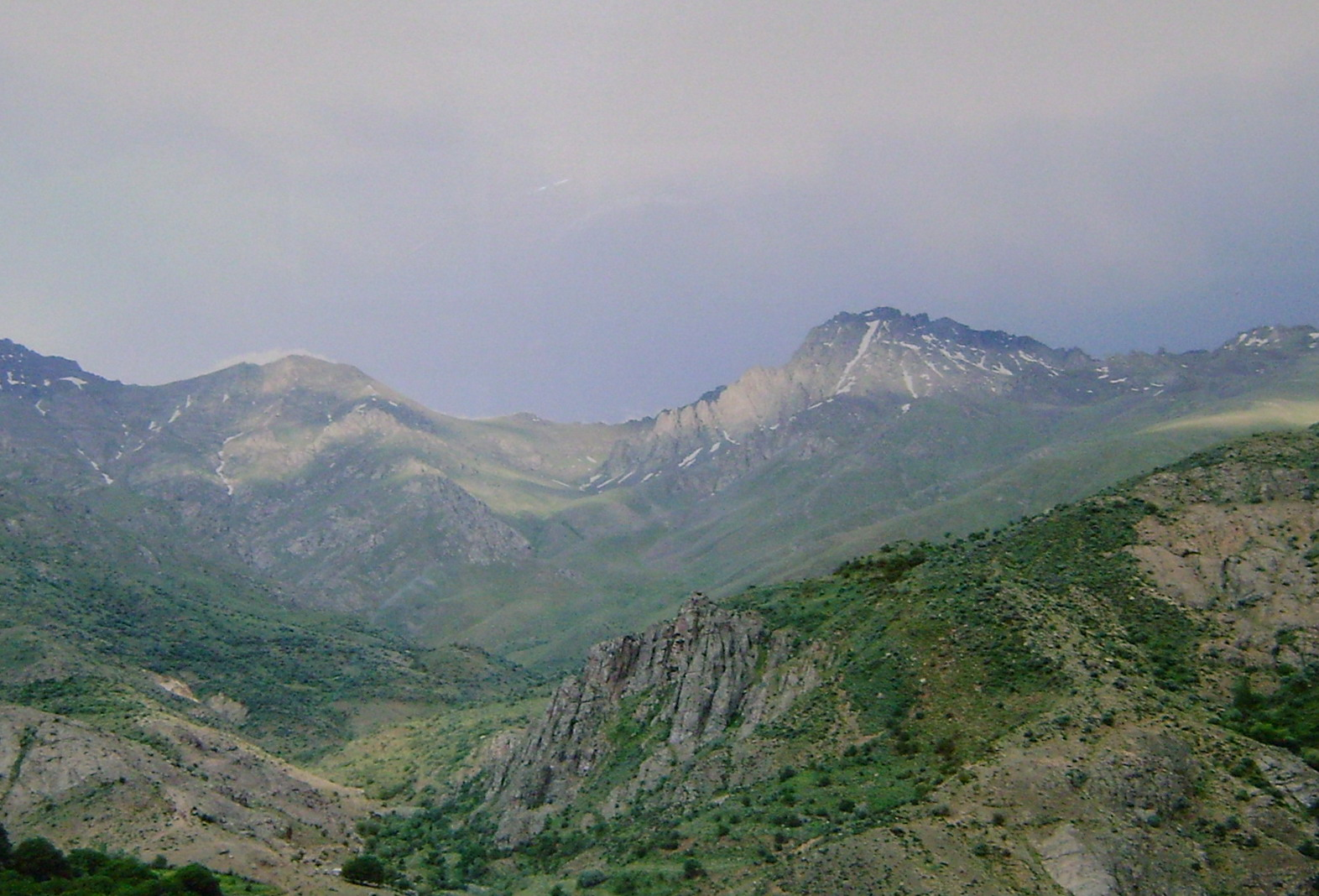
جيميغايا في ناخيتشيفان.

تقع أذربيجان في منطقة جنوب القوقاز في أوراسيا وتمتد على غرب آسيا وشرق أوروبا. تهيمن ثلاث سمات رئيسية على جغرافية أذربيجان: بحر قزوين الذي يشكل الحدود الساحلية الطبيعية إلى الشرق، وجبال القوقاز الكبرى إلى الشمال، والسهول الواسعة في وسط البلاد.
يبلغ إجمالي طول الحدود البرية لأذربيجان نحو 2,648 كم (1645 ميل) ومنها 1,007 مع أرمينيا و 756 مع إيران و 480 مع جورجيا و 390 مع روسيا و 15 مع تركيا. تمتد السواحل على طول 800 كم (497 ميل)، حيث يبلغ طول أكبر قسم أذربيجاني على بحر قزوين 456 كم (283 ميل). يبلغ طول أراضي أذربيجان نحو 400 كم (249 ميل) من الشمال إلى الجنوب و 500 كم (311 ميل) من الغرب إلى الشرق.
سلاسل الجبال الثلاثة هي جبال القوقاز الكبرى والصغرى وجبال تاليش وتغطي معا حوالي 40% من البلاد. أعلى قمة في أذربيجان هي جبل بازاردوزو (4466 م) بينما أدنى نقطة تقع في بحر قزوين (-28 م). تتمركز تقريباً نصف جميع البراكين الطينية في العالم في أذربيجان.
مصادر المياه الرئيسية هي المياه السطحية. مع ذلك، 24 نهراً فقط من الأنهار البالغ عددها 8350 أطول من 100 كم (62 ميل). تصب جميع الأنهار في بحر قزوين في شرق البلاد. أكبر بحيرة هي ساريسو (67 كم2) وأطول نهر هو نهر كورا (1,515 كم) العابر للحدود. تمتلك أذربيجان أربع جزر رئيسية في بحر قزوين وتصل مساحتها الكلية إلى أكثر من ثلاثين كيلومتراً مربعاً.

### جبال البلاد

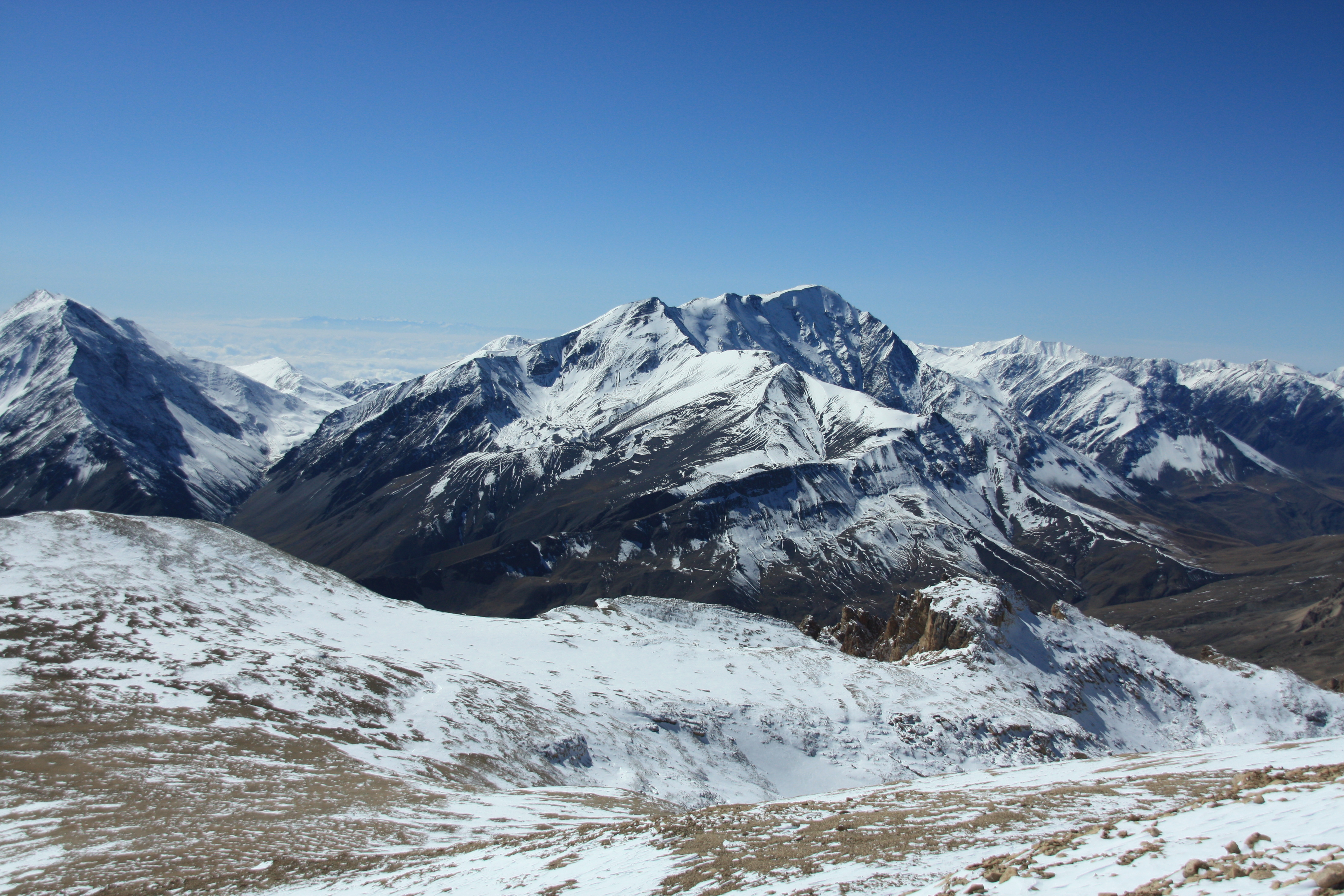
قمة بازاردوزو.

أذربيجان هي موطن لمجموعة واسعة من المناظر الطبيعية، أكثر من نصف كتلة اليابسة في أذربيجان تتألف من الجبال والهضاب التي ترتفع إلى مستويات بين 1000 و 400 م (بما في ذلك الأراضي الوسطى والسهول السفلى)، في بعض الأماكن مثل (طاليس وجيرانخول أجينوهور ولانغابيز ألات) تصل إلى ما بين 100 و 120 متر، وغيرها يتراوح ما بين 0 و 50 م (قوبستان وأبشيرون). تتألف بقية تضاريس أذربيجان من السهول والأراضي المنخفضة. تتنوع علامات مقياس الارتفاع في منطقة القوقاز بين -28 متر في ساحل بحر قزوين إلى 4466 متر في قمة بازاردوزو.

### المناخ

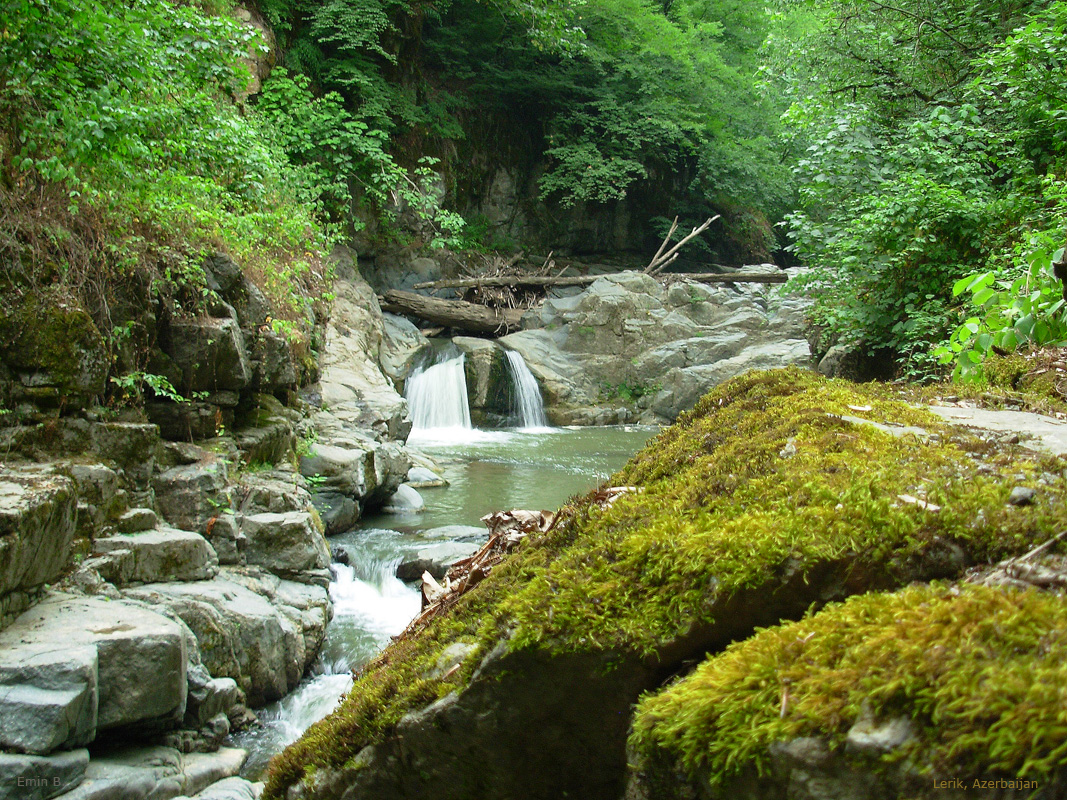
الغابات الجنوبية في أذربيجان.

خريطة تصنيف كوبن للمناخ في أذربيجان

يتأثر المناخ في أذربيجان بالكتل الهوائية الباردة القطبية الإسكندنافية والمعتدلة من سيبيريا والضغط الجوي المرتفع من وسط آسيا. يؤثر المشهد الطبيعي المتنوع في البلاد على توزع الكتل الهوائية.
تحمي جبال القوقاز الكبرى البلاد من التأثيرات المباشرة للكتل الباردة القادمة من الشمال. الذي يؤدي إلى تشكيل مناخ شبه استوائي على معظم تلال وسهول البلاد. في غضون ذلك، تتميز السهول والتلال بارتفاع معدلات الإشعاع الشمسي.
تسعة من أصل الأحد عشر إقليماً مناخياً موجود في أذربيجان. سجلت درجة الحرارة الدنيا القصوى -33 °مئوية (-27.4 درجة فهرنهايت) ودرجة الحرارة القصوى العظمى 46 °مئوية (114.8 درجة فهرنهايت) في جولفا وأردوباد. سجّل معدل هطول الأمطار السنوي الأقصى في لانكاران (1600 إلى 1800 ملم) والحد الأدنى في أبشيرون (200 إلى 350 ملم).

### التنوع النباتي
تتنوع النباتات بشكل كبير في أذربيجان، حيث تم تسجيل أكثر من 4500 نوع من النباتات العليا في البلاد. بسبب المناخ الفريد من نوعه في أذربيجان، فإن التنوع النباتي في البلاد أكثر ثراء منه في غيرها من جمهوريات جنوب القوقاز.

### التنوع الحيواني
يمكن الاطلاع على التقارير الأولى عن ثراء وتنوع الحياة الحيوانية في أذربيجان في مذكرات الرحالة الشرقيين. نجت المنحوتات الحيوانية على المعالم المعمارية والصخور والحجارة القديمة حتى الوقت الحاضر، أول ما جمعت المعلومات عن المملكة الحيوانية في أذربيجان من خلال زيارات علماء الطبيعيات إلى أذربيجان في القرن السابع عشر. لا يغطي مفهوم المملكة الحيوانية أنواع الحيوانات ولكن أيضاً أعداد كل منها.
هناك 106 نوعاً من الثدييات و 97 نوعا من الأسماك و 363 نوعا من الطيور و 10 أنواع من البرمائيات و 52 نوعا من الزواحف تم تسجيلها وتصنيفها في أذربيجان.
رمز الحياة الحيوانية في أذربيجان هو حصان قرة باغ وهو حصان سباق الجبال والسهوب والذي لا يوجد إلا في أذربيجان. يمتلك حصان ناغورني سمعة بحسن المزاج والأناقة والسرعة والذكاء. هو واحد من أقدم السلالات حيث يرجع نسبه في تاريخه إلى العالم القديم. تطور الحصان أصلاً في منطقة ناغورني الأذربيجانية في القرن الخامس وسمي تيمناً بها.

### الأنهار والبحيرات

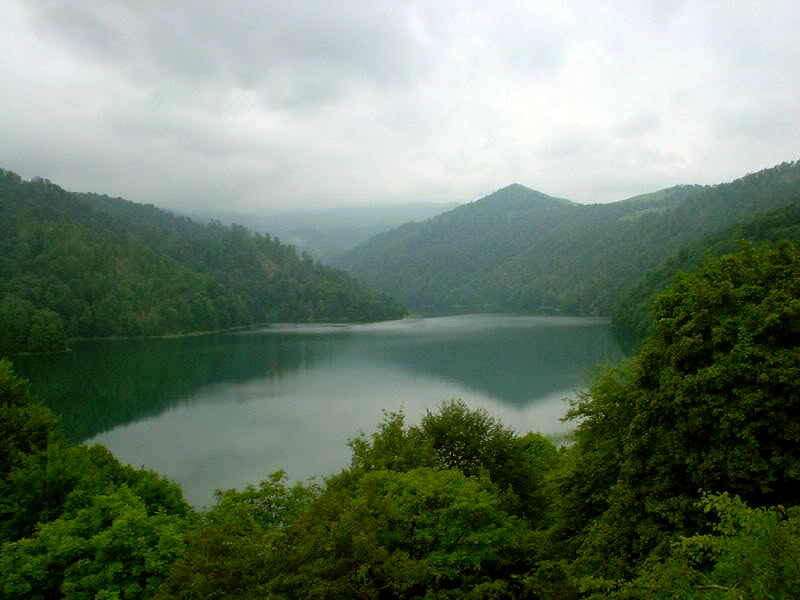
بحيرة غويغول على أعتاب جبال القوقاز.

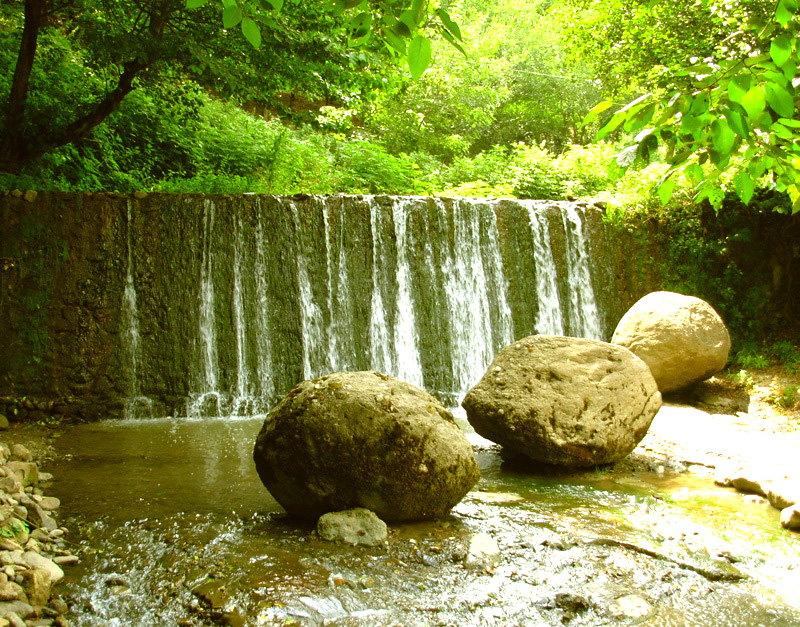
شلال في ليريك.

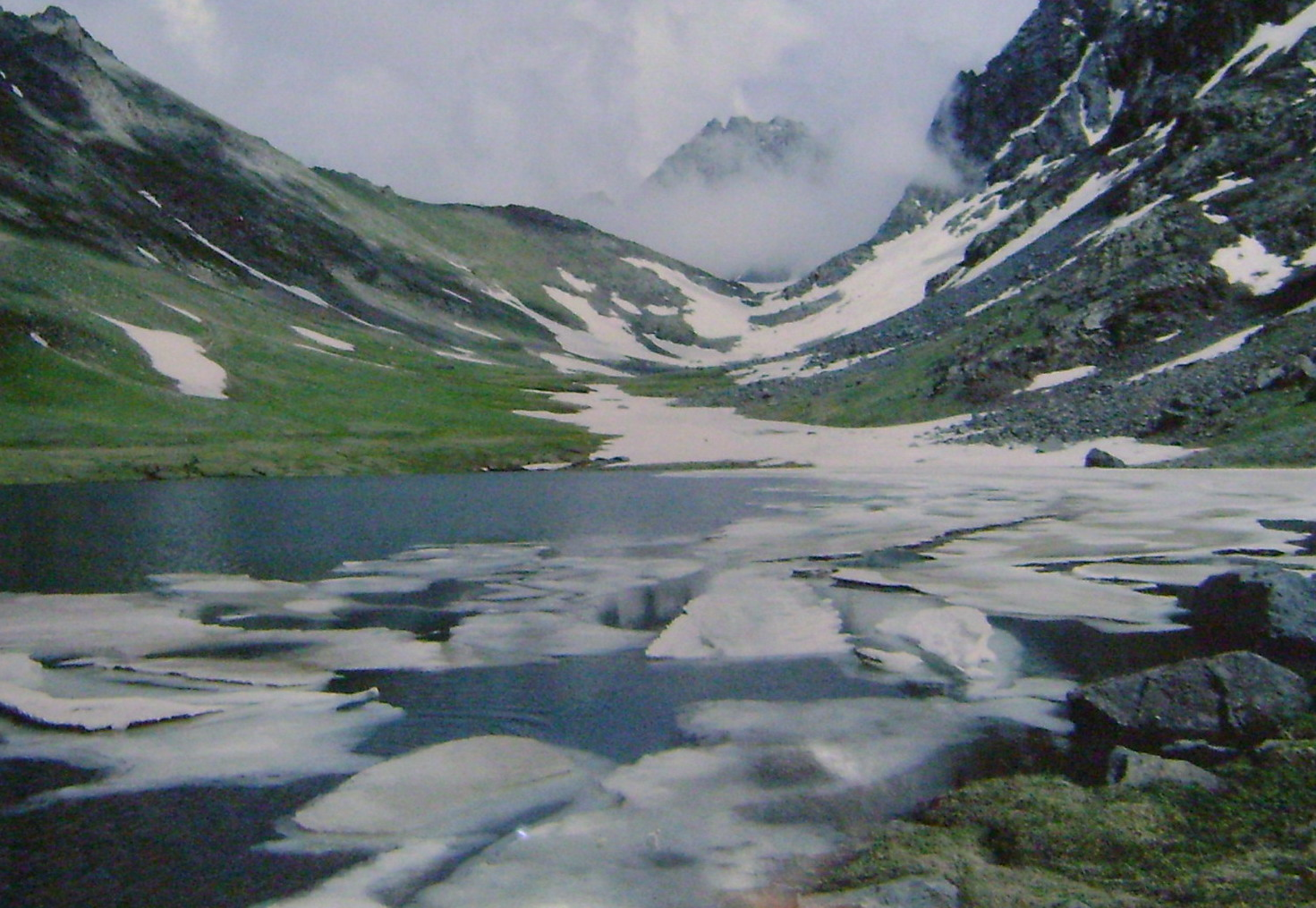
أنهار جليدية في جيميغايا في ناخيتشيفان.

تشكل الأنهار والبحيرات الجزء الرئيسي من شبكة المياه في أذربيجان، حيث تشكلت في إطار زمني جيولوجي طويل وتغيرت بشكل ملحوظ طوال تلك الفترة. يتضح ذلك بشكل خاص من خلال آثار الأنهار القديمة التي يعثر عليها في جميع أنحاء البلاد. نظم المياه في البلاد تتغير باستمرار تحت تأثير القوى الطبيعية والأنشطة البشرية الصناعية. الأنهار الاصطناعية (القنوات) والبرك هي جزء من شبكة المياه في أذربيجان.
هناك 8359 نهر بأطوال مختلفة في أذربيجان، منها 8188 نهر أقصر من 25 كم في الطول. فقط 24 من الأنهار يزيد طوله عن 100 كم.
نهرا كورا وأراس هما الأكثر شهرة في أذربيجان، ويعبران أراضي كورا أراس المنخفضة. الأنهار التي تصب مباشرة في بحر قزوين، تنبع أساساً من المنحدرات الشمالية الشرقية لجبال القوقاز الكبرى وتاليش وتسير على طول أراضي سمور ديفيشي ولنكيران المنخفضة.
من وجهة النظر المائية، فإن معدل المياه في أذربيجان هو أقل من المتوسط العالمي، مع ما يقرب من 100,000 متر مكعب سنوياً من المياه لكل كيلومتر مربع. جميع خزانات المياه الكبرى مبنية على نهر كور. أما الهيدروغرافيا في أذربيجان فتنتمي أساساً إلى حوض بحر قزوين.

### حماية البيئة
منذ استقلال أذربيجان في عام 1991 اتخذت الحكومة الأذربيجانية تدابير جذرية للحفاظ على البيئة في أذربيجان. لكن برنامج الحماية الوطنية للبيئة تحسن حقاً بعد عام 2001 مع ارتفاع ميزانية الدولة بسبب زيادة الإيرادات الجديدة التي يوفرها خط أنابيب باكو تبيليسي جيهان. في غضون أربع سنوات تضاعفت المناطق المحمية وتشكل الآن ثمانية في المئة من أراضي البلاد.
منذ عام 2001 أنشأت الحكومة سبعة محميات كبيرة وتضاعفت تقريباً الميزانية المخصصة لحماية البيئة.

## التقسيمات الإدارية
تنقسم أذربيجان إدارياً إلى 14 منطقة اقتصادية تضم 59 ريون و11 من المقاطعات المدن (شهر) وجمهورية واحدة ذاتية الحكم (موكستار ريسبوبليكا) في ناخيتشيفان والتي تنقسم بدورها إلى 7 ريون ومدينة. يعين رئيس أذربيجان حكام هذه الوحدات في حين يتم انتخاب حكومة جمهورية ناخيتشيفان ذاتية الحكم ويوافق عليها من قبل برلمان جمهورية ناخيتشيفان ذات الحكم الذاتي.

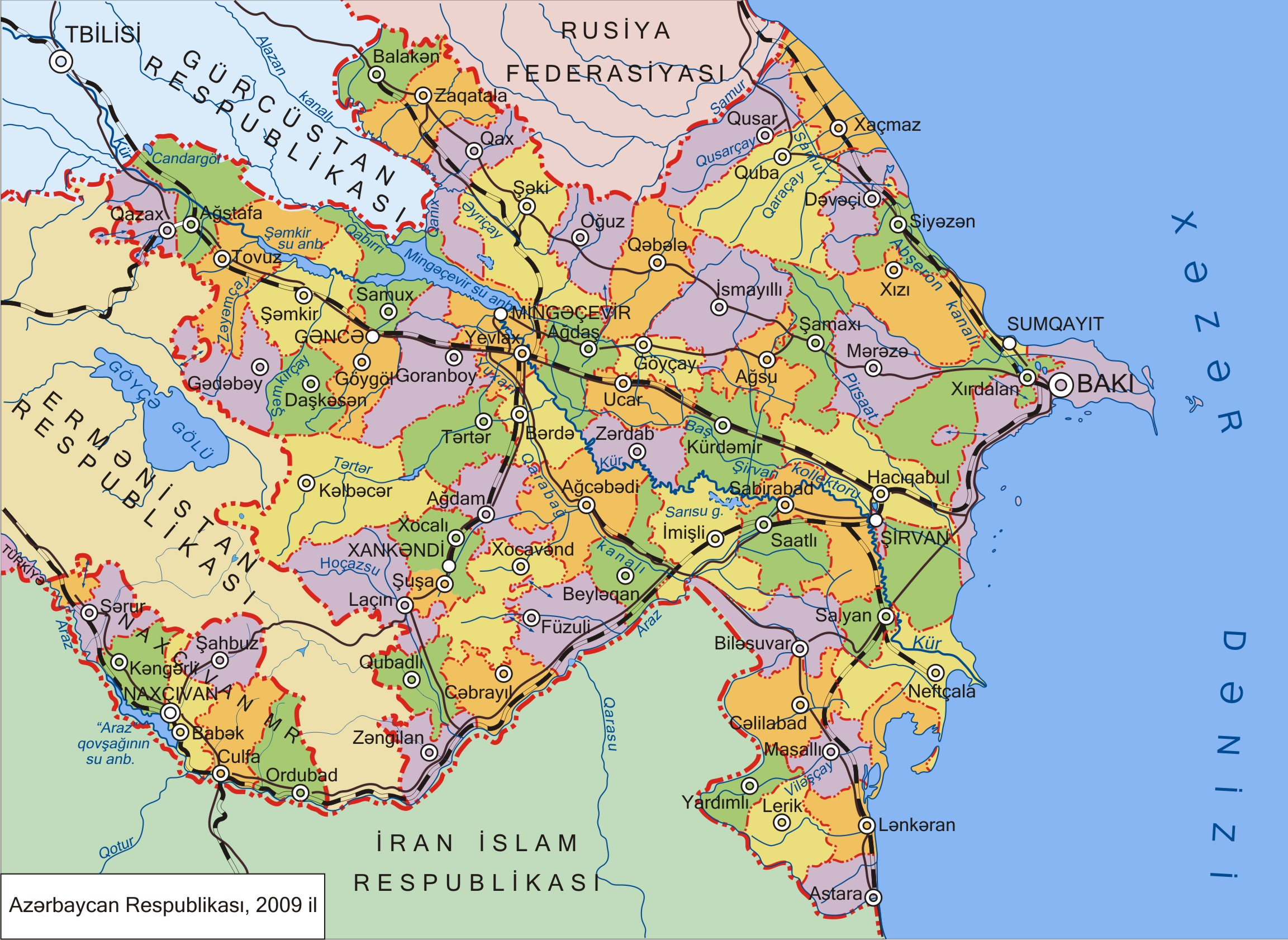
تقسم أذربيجان إلى 59 محافظة وجمهورية ناخجوان الذاتية الحكم.

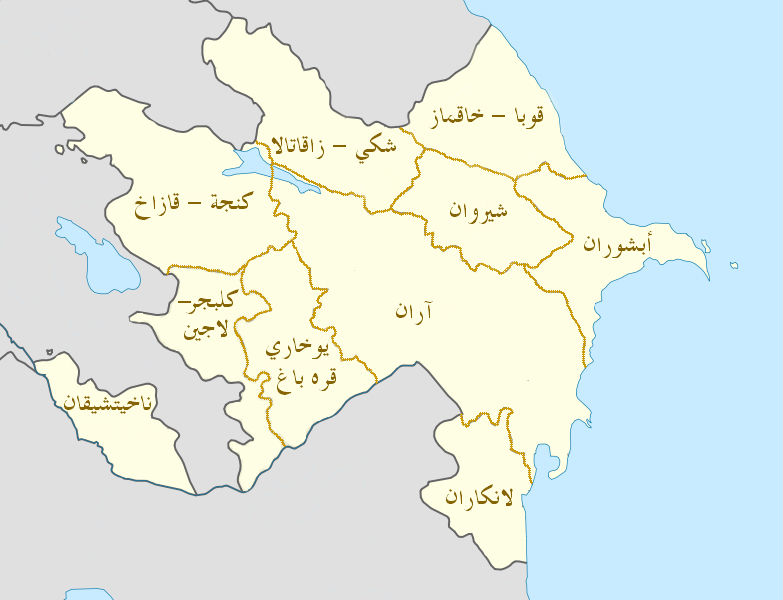
مقاطعات أذربيجان.

| - أبشرون - أقجه باديع - أغدام - أغداش - أق اصطفى - آقسو - أصطارا - باكو - بالاكان - بردع - بيلاقان - بيلاسوار - طاشكسان - شابران - فضولي - جدابيك - كنجه - قوبوستان - جويجول - جورانبوي - جويجاي - حاجي قبول - إيميشلي - إسماعيلي - جبرائيل - جليل أباد - كلبجار | - خاتشماز - خان كندي - خيزي - خوجالي - خوجاوند - كوردمير - لاتشين - لنكران - لانكاران - ليريك - ماصالي - منكجوير - نفطالان - نفطتشالا - أوغوز - غابالا - قاخ - قازاخ - قوبا - قباذلي - قوسار - ساعتلي - صابر أباد - ساليان - ساموخ - شكي - شاكي | - شاماخي - شمكير - شيروان - شوشا - شوشا - سيازان - سومغايت - ترتر - طاووس - أوجار - يارديملي - يفلاخ - يفلاخ - زنكيلان - زاقاتالا - زرداب في ناخجوان - بابك - جلفا - كنكرلي - ناخجوان - أوردوباد - سدرك - شاه بوز - شرور |  |

ملاحظة: المقاطعات المدن بالمائل.

### أكبر المدن
أبشيرون، أغجابادي، أغدام، أغسطافا، أغ سو، أستارا، باكو، بالاكان، باردا، بيلاجان، بيلا سوفار، داش كاسان، دافاتشي (شابران)، فيزولي، جاداباي، جانجا، جوبوستان، غويغل، جورانبوي، جوي شاي، هاجي جابول، إيميشلي، إسماعيلي، جبراييلي، جليل أباد، كالباجار، خادش ماز، سيتباناكيرت، خيزي، خوجالي، خوجابند، كوردامير، لاتشين، لانكاران، لريك، ماصاللي، مينجا تشيفير، نافتالان، أوغوز، جابالا، جاخ، جازاخ، جوبا، جوبادلي، قوسار، ساعاتلي، صابر أباد، ساليان، ساموخ، شكي، شاماخي، شامكير، شيرفان، شوشا، سيازان، سومجاييت، تارتار، أوجار، يارديملي، يفلاخ، زنجيلان، توفوز، زاقاتالا، زارداب في ناخيتشيفان
، باباك
، جولفا
، كانجارلي
، ناخيتشيفان
، أوردو باد
، ساداراك
، شاه بوز
، شارور.

## الحكومة والسياسة

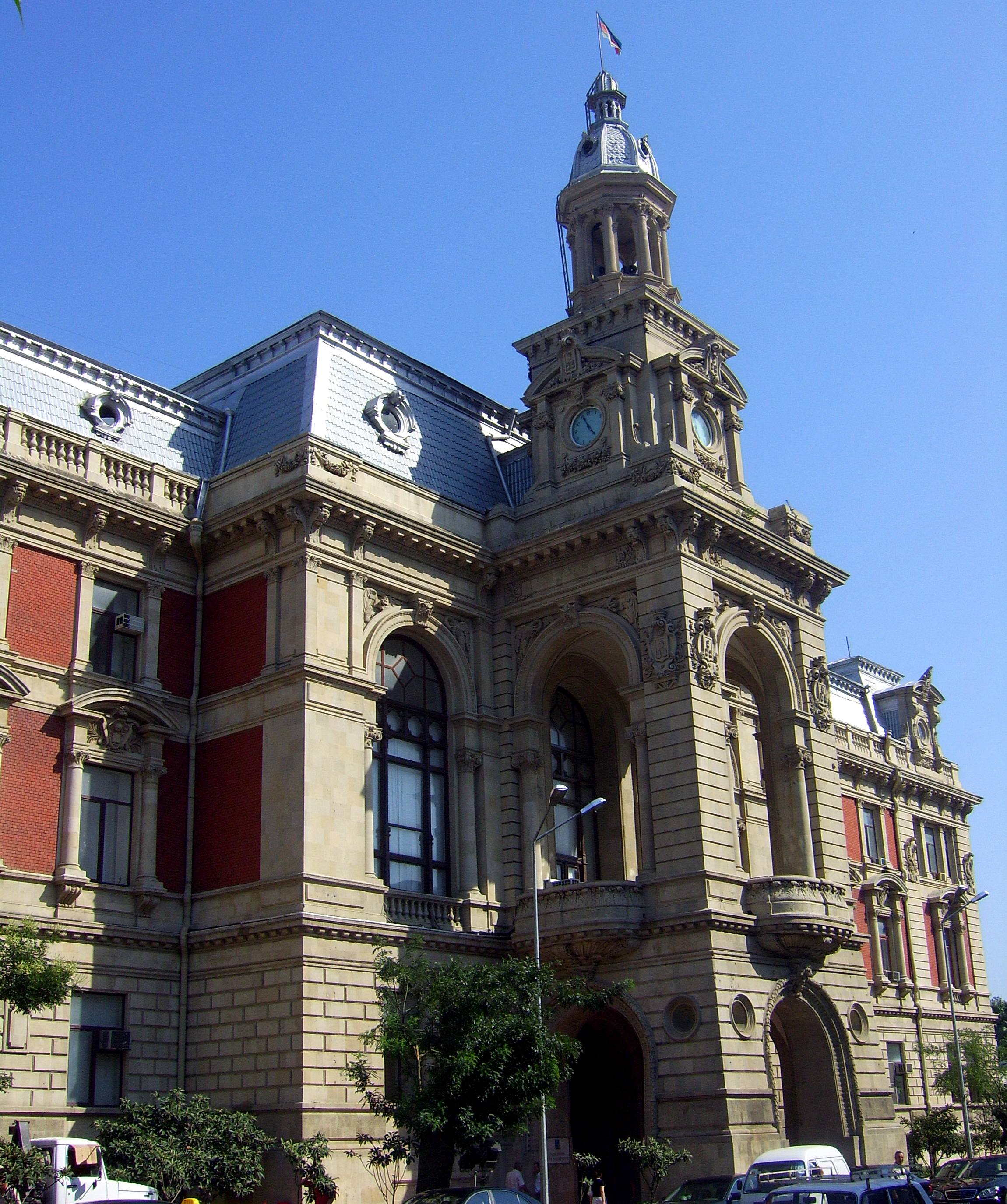
مبنى بلدية باكو.

اكتمل تشكيل هيكلية النظام السياسي في أذربيجان باعتماد الدستور الجديد في 12 نوفمبر سنة 1995. وفقاً للمادة 23 من الدستور، فإن رموز الدولة في جمهورية أذربيجان هي العلم وشعار النبالة والنشيد الوطني. تتقيد سلطة الدولة في أذربيجان بموجب القانون في القضايا الداخلية، ولكن في الشؤون الدولية فيقيدها أيضاً الاتفاقات الدولية.
تستند حكومة أذربيجان على فصل السلطات التشريعية والتنفيذية والقضائية. تعقد السلطة التشريعية في جمعية وطنية من غرفة واحدة والجمعية الوطنية العليا في جمهورية ناخيتشيفان ذاتية الحكم. تجرى الانتخابات البرلمانية كل خمس سنوات، في يوم الأحد الأول من نوفمبر. يتم التحقق من صحة نتائج الانتخابات وتأكيدها من قبل المحكمة الدستورية. تسن القوانين من قبل الجمعية الوطنية، وما لم ينص على خلاف ذلك، تدخل حيز التنفيذ في يوم نشرها.
يحمل الرئيس السلطة التنفيذية حيث ينتخب لمدة 5 سنوات عن طريق الانتخاب المباشر. يقوم الرئيس بتشكيل الحكومة كهيئة تنفيذية دنيا تتبع له. مجلس الوزراء الأذربيجاني يتكون من رئيس مجلس الوزراء ونوابه والوزراء. لا يملك الرئيس الحق في حل الجمعية الوطنية ولكن لديه حق نقض قراراته. لتجاوز النقض الرئاسي، يجب أن يمتلك البرلمان أغلبية 95 صوتاً. تناط السلطة القضائية في المحكمة الدستورية والمحكمة العليا والمحكمة الاقتصادية. يرشح الرئيس قضاة هذه المحاكم.
مجلس الأمن هو الهيئة التداولية في ظل الرئيس وينظمه وفقاً للدستور وتأسس في 10 أبريل 1997. القسم الإداري ليس جزءاً من مكتب الرئيس لكنه ومكتبه يدير الأنشطة المالية والتقنية والمالية.
على الرغم من أن أذربيجان عقدت عدة انتخابات منذ استعادة استقلالها ولها العديد من المؤسسات الرسمية الديمقراطية، فإنها لا تزال تصنف على أنها «غير حرة» (عند حد «حرة جزئياً») في مؤشر الحرية في العالم من بيت الحرية في مسح عام 2009.

### العلاقات الخارجية
نجحت جمهورية أذربيجان الديمقراطية قصيرة الأجل في إقامة علاقات دبلوماسية مع ستة بلدان وإرسال ممثلين دبلوماسيين إلى ألمانيا وفنلندا. دامت عملية الاعتراف الدولي باستقلال أذربيجان عن الاتحاد السوفيتي المنهار ما يقرب من عام واحد. آخر البلدان اعترافاً باستقلال أذربيجان كانت البحرين في 6 نوفمبر 1996. أول ما تم تبادل العلاقات الدبلوماسية الكاملة بما في ذلك تبادل البعثات كان مع تركيا وباكستان والولايات المتحدة وإيران وإسرائيل.
تمتلك أذربيجان علاقات دبلوماسية مع 158 دولة وتحمل عضوية 38 منظمة دولية. تحمل صفة مراقب في حركة عدم الانحياز ومنظمة التجارة العالمية ومراسل في الاتحاد الدولي للاتصالات. يتواجد الشتات الأذربيجاني في 36 بلداً، كما توجد العديد من الجاليات في البلاد، بما في ذلك (المجتمع الألماني الثقافي «كارل هاوس» والمركز الثقافي السلافي والمجتمع الأذربيجاني الإسرائيلي والمركز الثقافي الكردي ورابطة تاليش الدولية والمركز الليزغيني الوطني «سامور» والمجتمع الأذربيجاني التتري ومجتمع تتار القرم، الخ). في 9 مايو سنة 2006، انتخبت أذربيجان لعضوية مجلس حقوق الإنسان المنشأ حديثاً من قبل الجمعية العامة للأمم المتحدة. بدأت فترة ولايتها في 19 يونيو 2006.

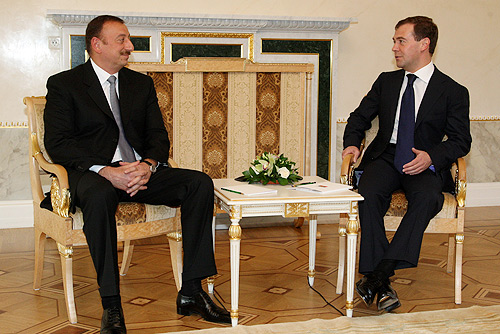
الرئيس الأذري إلهام علييف مع نظيره الروسي دميتري ميدفيديف.

تشمل أولويات السياسة الخارجية الأذربيجانية ما يلي: استعادة وحدة أراضيه والقضاء على الآثار الناجمة عن فقدان ناغورني قره باغ وسبع مناطق أخرى من أذربيجان؛ تنمية علاقات حسن الجوار والمنفعة المتبادلة مع الدول المجاورة وتعزيز الأمن والاستقرار في المنطقة؛ الاندماج في هياكل التعاون والأمن الأوروبية وعبر الأطلسية وتعزيز مشاريع النقل والطاقة والاقتصاد الإقليمية.
صرحت الحكومة الأذرية في أواخر عام 2007، أن النزاع الذي طال أمده على الأراضي التي تحتلها أرمينيا في ناغورني قره باغ من شبه المؤكد أن يتسبب بشرارة حرب جديدة إذا لم يتم حله. تعمل البلاد على زيادة قدرتها وميزانيتها العسكرية، حيث أن عائدات النفط والغاز تجلب سيلاً من الأموال إلى خزائنها. علاوة على ذلك، أدى فرض العقوبات الاقتصادية من جانب تركيا في الغرب ومن الشرق أذربيجان نفسها لتقويض اقتصاد أرمينيا إلى حد كبير، مما أدى إلى ارتفاع حاد في أسعار السلع الأساسية وانخفاض كبير في ايرادات الدولة الأرمنية.
أذربيجان عضو نشط في التحالفات الدولية التي تحارب الإرهاب الدولي. تساهم البلاد في جهود حفظ السلام في كوسوفو وأفغانستان والعراق. أذربيجان عضو في منظمة حلف شمال الأطلسي في برنامج الشراكة من أجل السلام. كما تقيم علاقات جيدة مع الاتحاد الأوروبي.

## القوات المسلحة

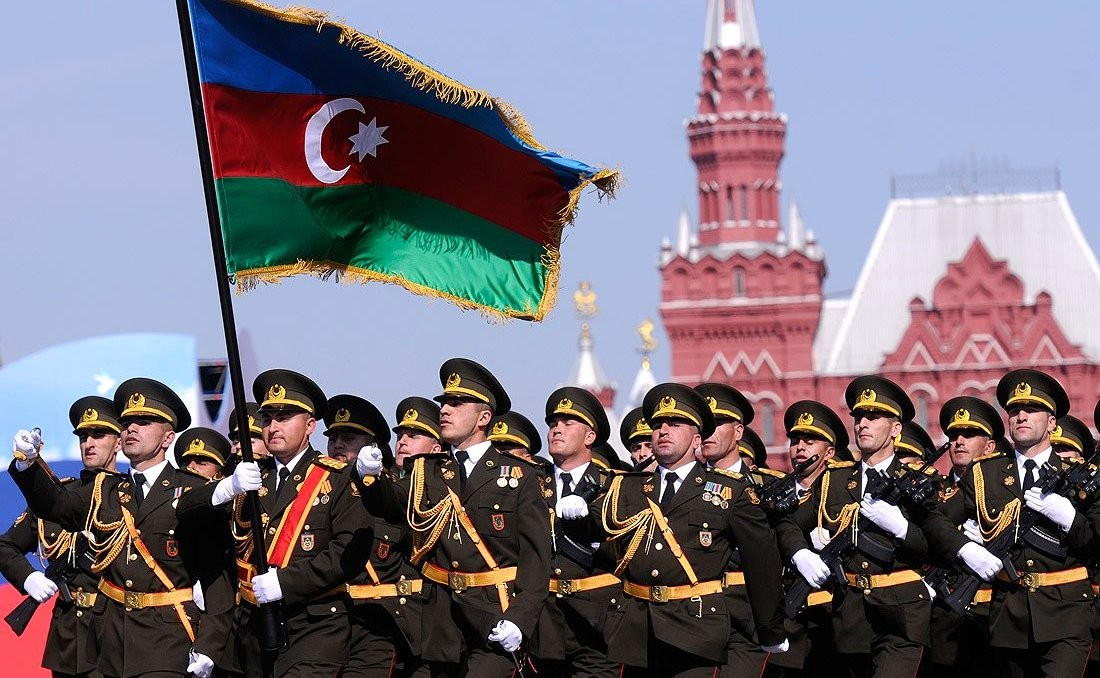
القوات المسلحة الأذربيجانية مشاركة في عرض يوم النصر في موسكو سنة 2010.

يعود تاريخ الجيش الأذربيجاني الحديث إلى جمهورية أذربيجان الديمقراطية في عام 1918، عندما تم إنشاء الجيش الوطني لجمهورية أذربيجان الديمقراطية في 26 يونيو 1918. عندما نالت أذربيجان استقلالها بعد انهيار الاتحاد السوفيتي، تأسست القوات المسلحة لجمهورية أذربيجان وفقاً لقانون القوات المسلحة في 9 أكتوبر 1991. يجري الاحتفال بالتاريخ الأصلي لإنشاء الجيش الوطني للجمهورية الديمقراطية قصيرة الأمد في عيد الجيش (26 يونيو) في أذربيجان اليوم.
في البداية، كانت معدات ومرافق جيش أذربيجان هي ذاتها للجيش الرابع السوفيتي. تمتلك القوات المسلحة ثلاثة فروع وفقاً لكتاب الحقائق العالمي لوكالة المخابرات المركزية: القوة البرية والقوة الجوية وقوة الدفاع الجوي الأذربيجاني (فرع موحد) والقوة البحرية. إلى جانب القوات المسلحة هناك العديد من المجموعات الفرعية العسكرية التي يمكن أن تشارك في الدفاع عن الدولة عند الحاجة. هذه هي القوات الداخلية في وزارة الداخلية والقوات التابعة لدائرة حدود دولة، والتي تتضمن خفر السواحل. الحرس الوطني الأذربيجاني هو قوة شبه عسكرية أخرى. يعمل بوصفه كياناً شبه مستقل عن الخدمات الخاصة بحماية الدولة وهي وكالة تابعة لرئيس الجمهورية.
تلتزم أذربيجان بمعاهدة القوات المسلحة التقليدية في أوروبا، وقد وقعت جميع اتفاقيات الأسلحة الدولية الرئيسية. تتعاون أذربيجان بشكل وثيق مع حلف شمال الأطلسي في برامج مثل الشراكة من أجل السلام وخطة عمل الشراكة الفردية. نشرت أذربيجان 151 من قوات حفظ السلام التابعة لها في العراق و 184 آخرين في أفغانستان.
بلغ مقدار النفقات العسكرية لأذربيجان لعام 2009 نحو 2.46 مليار دولار أمريكي. تمتلك أذربيجان صناعتها العسكرية الخاصة التي تقوم بتصنيع الأسلحة الصغيرة وأنظمة المدفعية والدبابات والدروع وقنابل الطائرات والمركبات بدون طيار والمركبات العسكرية المختلفة والطائرات والمروحيات العسكرية. تمتلك القوات المسلحة الأذرية شراكة تعاون وتدريب مع جيش الحرس الوطني لأوكلاهوما.

## الاقتصاد

### القطاع المصرفي
بعد حصولها على الاستقلال في عام 1991، أصبحت أذربيجان عضواً في صندوق النقد الدولي والبنك الدولي والبنك الأوروبي للتعمير والتنمية والبنك الإسلامي للتنمية وبنك التنمية الآسيوي. يتكون النظام المصرفي لأذربيجان من بنك أذربيجان المركزي والمصارف التجارية ومؤسسات الائتمان غير المصرفية. أنشئ البنك الوطني (المركزي الآن) في عام 1992 إستناداً على بنك التوفير الأذربيجاني وهو أحد الشركات التابعة لمصرف توفير الدولة السابق للاتحاد السوفيتي. يخدم البنك المركزي بمثابة البنك المركزي في أذربيجان فهو مخوّل لإصدار العملة الوطنية (المانات الأذربيجاني) ويشرف على جميع المصارف التجارية. اثنان من البنوك التجارية الكبرى مملوكان للدولة وهما البنك الدولي الأذربيجاني والبنك العالمي المتحد المساهم.
وصلت معدلات التضخم في الربع الأول من عام 2007 نحو 16.6% مدفوعة بنمو الإنفاق والطلب. صعدت المدخول الاسمي والراوتب الشهرية بكل من 29% و 25% على التوالي، لكن ارتفاع الأسعار في قطاع الصناعة غير النفطية شجع التضخم في البلاد. تظهر أذربيجان بعض علامات «المرض الهولندي» بسبب النمو السريع والتزايد لقطاع الطاقة، والذي يسبب التضخم ويجعل من الصادرات غير الطاقة أكثر تكلفة.

### الطاقة

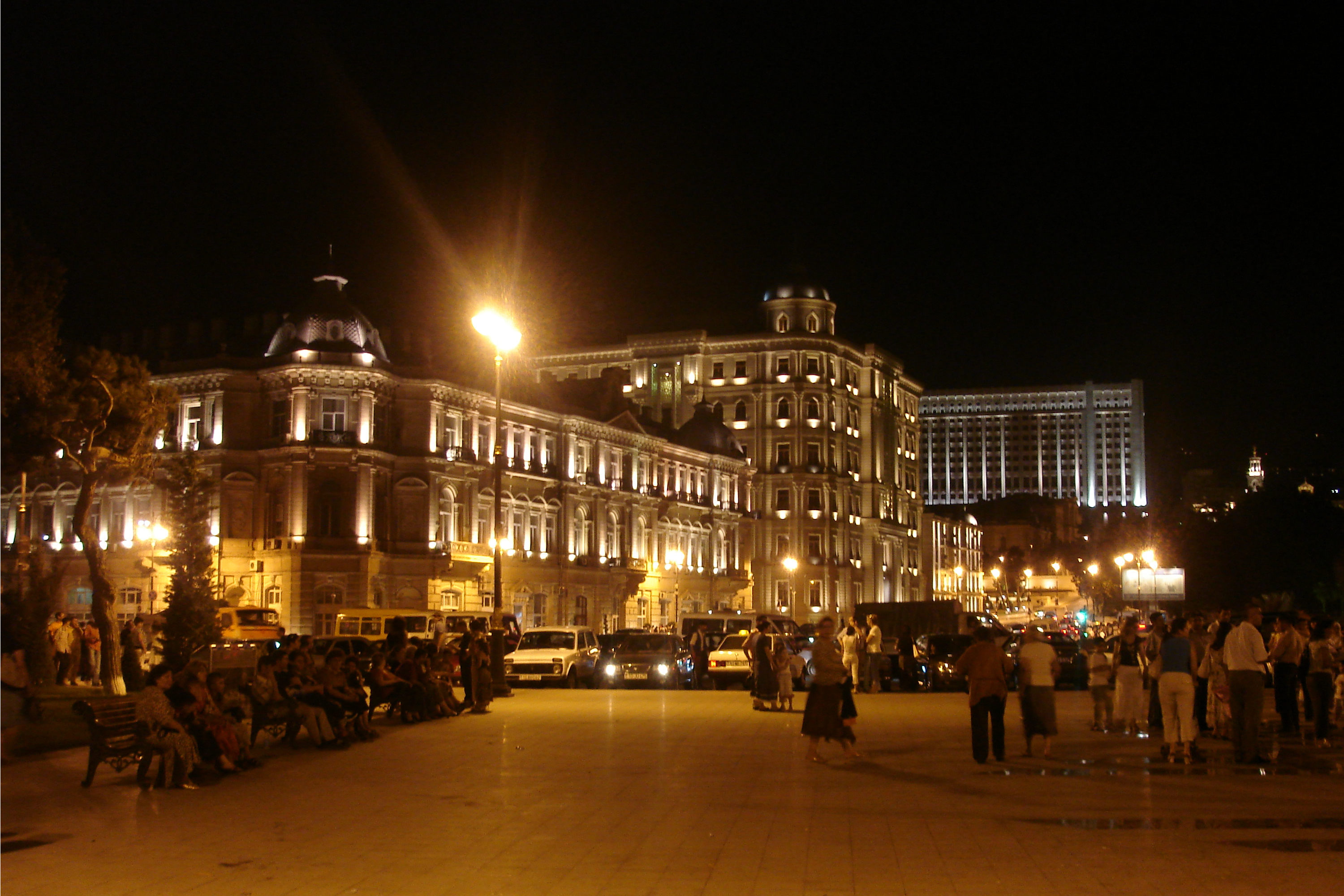
ساحة أزنفط في قلب باكو، وسميت تيمناً بشركة أزنفط التاريخية.

ثلثا أذربيجان غني بالنفط والغاز الطبيعي. تمتلك منطقة القوقاز الصغرى أغلب مخزون البلاد من الذهب الفضة الحديد النحاس التيتانيوم الكروم المنغنيز الكوبالت والموليبدنوم والخامات المركب والإثمد. في سبتمبر 1994، تم توقيع عقد لمدة 30 عاماً بين شركة النفط الحكومية لجمهورية أذربيجان (سوكار) و 13 من شركات النفط من بينها أموكو وبي بي وإكسون موبيل ولوك أويل وشتات أويل. لكون شركات النفط الغربية قادرة على الاستفادة من حقول النفط في المياه العميقة التي لم يستطع السوفيت الوصول إليها، تعدّ أذربيجان واحدة من أهم المواقع في العالم للتنقيب عن النفط. في الوقت نفسه تم تأسيس صندوق النفط الحكومي بوصفه صندوقا من خارج الميزانية لضمان استقرار الاقتصاد الكلي والشفافية في إدارة عائدات النفط والحفاظ على الموارد للأجيال المقبلة.
كذلك بدأت البلاد إنتاج بعض المنتجات المستوردة سابقاً من الخارج في مصانع محلية (من بينها كوكا كولا بواسطة شركة كوكا كولا المحدودة، والبيرة من قبل باكي كاستل والباركيه بواسطة شركة نهير وأنابيب النفط عن طريق شركة يوبيك).
أذربيجان أيضاً مركز اقتصادي هام لنقل المواد الخام. تم تشغيل خط أنابيب باكو-تبليسي-جيهان في مايو 2006 ويمتد لأكثر من 1774 كيلومتر عبر أراضي أذربيجان وجورجيا وتركيا. تم تصميم خط أنابيب جيهان لنقل ما يصل إلى 50 مليون طن من النفط الخام سنوياً وينقل النفط من حقول بحر قزوين إلى الأسواق العالمية. خط أنابيب جنوب القوقاز، يمتد أيضاً عبر أراضي أذربيجان وجورجيا وتركيا وبدأ تشغيله في نهاية عام 2006 ويقدم إمدادات إضافية من الغاز إلى السوق الأوروبية من غاز حقل شاه دنيز. يتوقع أن يصل إنتاج حقل شاه دنيز إلى 296 مليار متر مكعب من الغاز الطبيعي سنوياً. تلعب أذربيجان أيضاً دوراً رئيسياً في مشروع طريق الحرير الذي يرعاه الاتحاد الأوروبي.
في عام 2008، تم الاستشهاد بأذربيجان باعتبارها واحدة من أفضل 10 إصلاحيين حسب تقرير البنك الدولي لممارسة أنشطة الأعمال:
تعتزم شركة أزيريغاز، وهي شركة فرعية عن شركة النفط الحكومية في أذربيجان ضمان تحويل البلاد للاعتماد على الغاز بحلول عام 2021.

### القطاع الزراعي
في بداية سنة 2007 كان هناك 4,755,100 هكتاراً من المساحة الزراعية المستغلة. في العام نفسه وصلت موارد الخشب الإجمالية عند 136 مليون متر مكعب. تركز معاهد البحوث العلمية الزراعية في أذربيجان على المروج والمراعي و البستنة والمحاصيل شبه الاستوائية والخضار الخضراء وزراعة الكروم وصناعة النبيذ وزراعة القطن و النباتات الطبية. في بعض الأراضي قد يكون مربحاً زراعة الحبوب والبطاطس والشمندر السكري والقطن والتبغ. تتركز صناعة صيد الأسماك في بحر قزوين على المخزونات المتناقصة من سمك الحفش والبيضاء. في عام 2002 بلغ الأسطول التجاري البحرية في أذربيجان 54 سفينة.

### السياحة
السياحة جزء مهم من الاقتصاد الأذربيجاني. تمتلك البلاد وفرة واسعة من مناطق الجذب الطبيعية والثقافية تجعل منها وجهة جذابة للزوار. كانت البلاد منطقة سياحية معروفة في الثمانينات، ومع ذلك، فإن حرب ناغورني كاراباخ خلال التسعينات أصابت صناعة السياحة بالشلل وأثرت سلباً على صورة أذربيجان كوجهة سياحية.
لم يكن حتى بداية القرن الحالي أن بدأت صناعة السياحة في استعادة عافيتها وشهدت البلاد ارتفاع معدلات النمو في عدد الزيارات السياحية.
وضعت حكومة أذربيجان تطوير البلاد كوجهة سياحية على رأس الأولويات. وهي إستراتيجية وطنية لجعل السياحة من أهم إن لم يكن أكبر مساهم منفرد في الاقتصاد الأذربيجاني.

### العلوم والتكنولوجيا

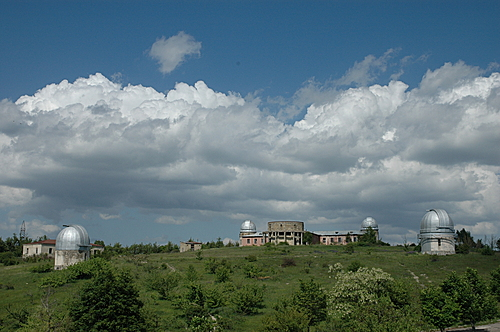
مرصد شاماخي للفيزياء الفلكية

في القرن الحادي والعشرين، ساعدت طفرة النفط والغاز الجديدة على تحسين الوضع في قطاعي العلوم والتكنولوجيا في أذربيجان. أطلقت الحكومة حملة تهدف إلى التحديث والاكتشاف. وتقدر الحكومة أن الأرباح من صناعة تكنولوجيا المعلومات والاتصالات سوف تنمو وتصبح قابلة للمقارنة مع أرباح إنتاج النفط.
تتمتع أذربيجان بقطاع إنترنت كبير ومتنامي باطّراد، ولم يتأثر معظمه بأزمة الأزمة المالية 2007-2008؛ ومن المتوقع أن يستمر النمو السريع لمدة خمس سنوات أخرى على الأقل.
في القرن الحادي والعشرين، صمّم عدد من علماء ديناميكية الأرض والجيوتكتونية الأذربيجانيين البارزين صمّم مئات من محطات التنبؤ بالزلازل والمباني المقاومة للزلازل نفّذها المركز الجمهوري لخدمة الزلازل.
أطلقت وكالة أذربيجان الوطنية للفضاء أول قمر صناعي لها آزرسبيس (القمر الصناعي الأذربيجاني) إلى مداره في 7 شباط/فبراير 2013 من مركز جويانا للفضاء في غيانا الفرنسية في المواقع المدارية 46° شرقًا. يغطي القمر أوروبا وجزء كبير من آسيا وأفريقيا ويخدم نقل البث التلفزيوني والإذاعي وكذلك الإنترنت. يعد إطلاق القمر الصناعي في مداره هو الخطوة الأولى لأذربيجان في تحقيق هدفها المتمثل في أن تصبح دولة ذات صناعة فضائية خاصة بها، قادرة على تنفيذ المزيد من المشاريع بنجاح في المستقبل.
حلّت أذربيجان في المرتبة 89 في مؤشر الابتكار العالمي في عام 2023، ثم تراجعت للمركز 95 في مؤشر عام 2024.

## النقل والاتصالات
طالع الطرق في أذربيجان

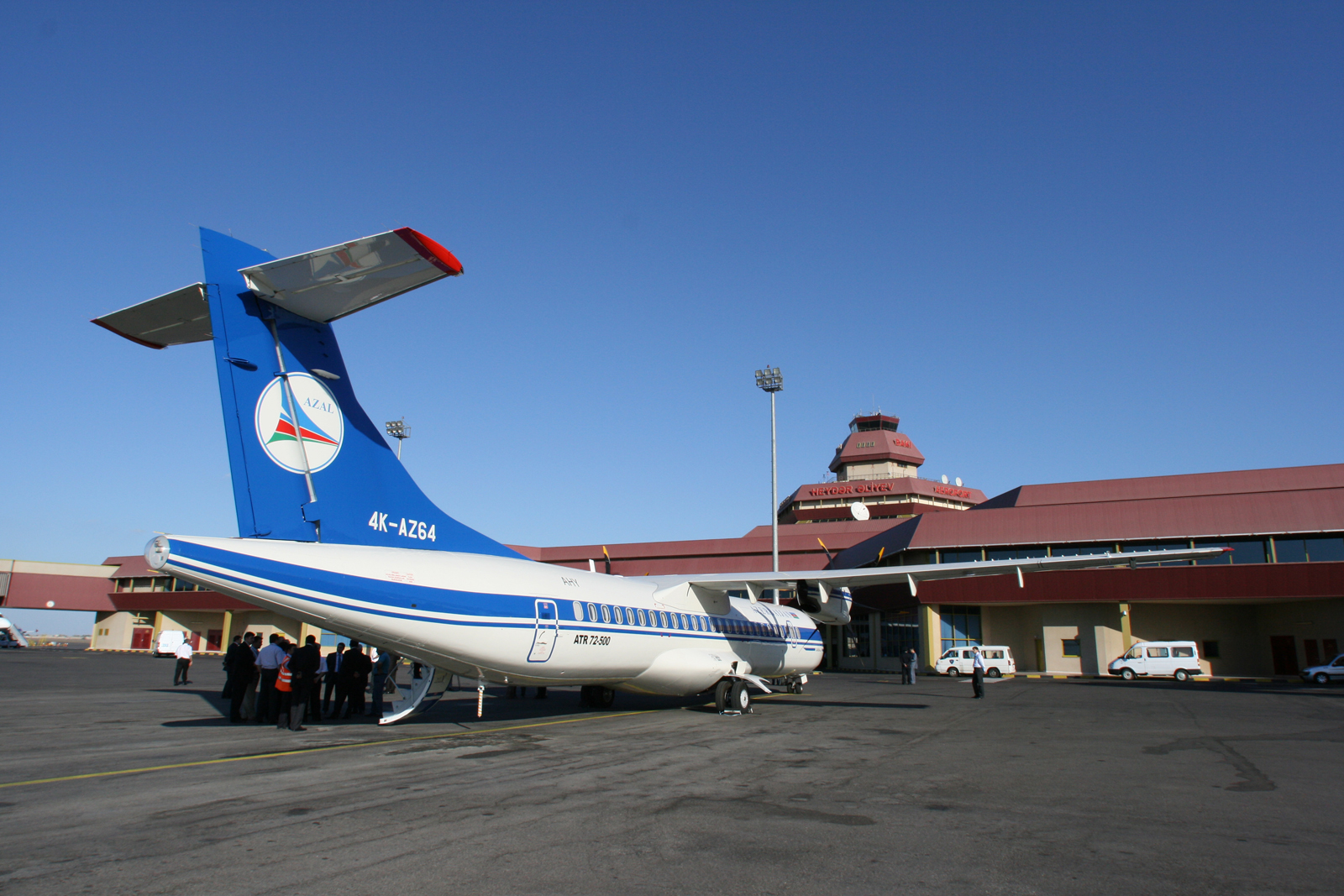
طائرة تتبع للخطوط الجوية الوطنية في مطار حيدر علييف الدولي.

يسلط الموقع الاستراتيجي لأذربيجان على مفترق الطرق الدولية الرئيسية، مثل طريق الحرير والممر بين الشمال والجنوب، الضوء على الأهمية الإستراتيجية لقطاع النقل ضمن اقتصاد البلاد.
في عام 2002 أنشأت الحكومة الأذربيجانية وزارة النقل التي تمتلك طائفة واسعة من السياسات والمهام التنظيمية. في العام نفسه، أصبح البلد عضوا في اتفاقية فيينا بشأن حركة المرور على الطرق. الأولوية القصوى تكمن في تطوير شبكة النقل وتحويل خدمات النقل إلى إحدى المزايا النسبية الرئيسية في البلد، الأمر الذي سيكون مواتياً جداً لتنمية قطاعات اقتصادية أخرى.
بلغ طول خطوط السكك الحديدية العريضة في عام 2005 نحو 2957 كيلومتر (1837 ميل) والسكك الحديدية المكهربة 1278 كلم (794 ميل). بحلول عام 2006، كان هناك 36 مطاراً ومهبط طائرات مروحية وحيد.
يشمل قطاع النقل في أذربيجان الطرق والسكك الحديدية والطيران والنقل البحري.
لوحظ تطور الاقتصاد الأذربيجاني في السنوات الأخيرة، وليس من المستغرب أن البلاد حققت تقدماً في تطوير قطاع الاتصالات. مع ذلك، لا تزال تواجه عدة مشاكل. تشمل هذه المشاكل ضعف البنية التحتية ونظام الاتصالات غير الناضج. وزارة الاتصالات وتكنولوجيا المعلومات، فضلاً عن كونها مشغلاً من خلال دورها في أزتيليكوم، تقوم بدور التنظيم ووضع السياسات. عززت الطفرة في صادرات النفط والغاز اقتصاد البلاد، مما حد من اعتمادها على المساعدات الدولية.
في سنة 2002 تصدرت أذربيجان نصيب الفرد من استخدام الهاتف المحمول داخل رابطة الدول المستقلة. الهواتف العامة متاحة للمكالمات المحلية وتتطلب شراء قطع معدنية من كشك الهاتف أو بعض المحلات التجارية. تسمح هذه القطع المعدنية بمكالمة لمدة محددة. اعتباراً من عام 2005، كان هناك 1,091,400 خط هاتف رئيسي وبلغ عدد مستخدمي الإنترنت 1,036,000. هناك ثلاثة مشغلين للهواتف النقالة وفق النظام العالمي للمواصلات الجوالة: أزيرفن (نار موبايل) وباكسيل وأزرسيل ومشغل لسي دي ام اي.

## السكان
من مجموع السكان البالغ حوالي 8 ملايين شخص في أبريل 2006، كان هناك 4,380,000 من سكان المدن (حوالي 51%) بينما شكل سكان المناطق الريفية 4,060,000(49%). كما أن 51% من مجموع السكان إناث. بلغت نسبة الجنس لمجموع السكان في تلك السنة 0.94 ذكر لكل أنثى.
بلغ معدل النمو السكاني لعام 2006 نحو 0.66% مقارنة مع 1.14% في جميع أنحاء العالم. أحد أهم العوامل المساهمة في تقييد النمو السكاني هو المستوى العالي من الهجرة. ما يصل إلى 3 ملايين أذربيجاني والعديد منهم عمال ضيوف يعيشون في روسيا. في عام 2006 شهدت أذربيجان هجرة -4.38 / 1000 شخص. كما يوجد نحو 800,000 من اللاجئين والمشردين داخلياً، حيث تمتلك أذربيجان أكبر عدد من المشردين داخلياً في المنطقة، واعتبارا من عام 2006 أعلى نسبة لعدد المشردين داخلياً للفرد في العالم.
كانت أعلى معدلات المراضة في عام 2005 من أمراض الجهاز التنفسي (806.9 مريض من كل 10,000 من مجموع السكان). في عام 2005، لوحظ أن أعلى معدلات المراضة بين الأمراض المعدية والطفيلية هي بين الإنفلونزا والتهابات الجهاز التنفسي الحادة (4168.2 لكل 100,000 من السكان). في سنة 2007 قدر مأمول العمر عند 66 سنة أي 70.7 عاماً للنساء و 61.9 للرجال.
التركيبة العرقية الأذربيجانية وفقاً لتعداد السكان 2009 هي: من الأذريين و 2.0% من الليزيغيين و 1.3% من الروس و 1.4% من الأرمن (تقريباً كلهم يعيشون في منطقة ناغورني كاراباخ) و 1.3% من التاليش (يقول القوميون التاليش أن الأرقام منخفضة للغاية) و 0.6% من الآفار 0.4% من الأتراك و 0.3% من التتار و 0.2% من الأوكرانيين و 0.1% من التساخور و 0.1% من الجورجيين و 0.1% من الأكراد و 0.13% من التات و 0.1% من اليهود و 0.05% من الأودينيين و 0.2% فئات أخرى. غادر البلاد العديد من الروس خلال التسعينات. ووفقاً لتعداد 1989 كان هناك 392,000 من أصل روسي في أذربيجان أو 5.6% من السكان. وفقاً للإحصاءات، عاش حوالي 390,000 من الأرمن في أذربيجان في عام 1989.
على الرغم من أن اللغة الأذرية هي اللغة الأكثر انتشاراً في البلاد كما يتحدث بها نحو ربع سكان إيران، هناك 13 لغة أخرى أصلية في البلاد. بعض هذه اللغات تعيش في مجتمعات صغيرة جداً وبعضها الآخر أكثر حيوية. الأذربيجانية هي لغة تركية تنتمي إلى الأسرة الألطية ومفهومة من التركية. تكتب اللغة حالياً بالأبجدية اللاتينية المعدلة، لكنها كانت تكتب سابقاً (حتى سنة 1929) بالأبجدية العربية، ثم بالأبجدية التركية الموحدة (1929-1939) والأبجدية السيريلية (1939-1991). تعود هذه التبدلات في الأبجدية المستخدمة إلى حد كبير إلى تأثيرات دينية وسياسية.
الإيرانيون الأذريون هم أكبر أقلية في إيران، يقدر كتاب حقائق العالم تعداد الأذريين الإيرانيين بنحو 16 مليون نسمة أو 24% من سكان إيران.

### الدين

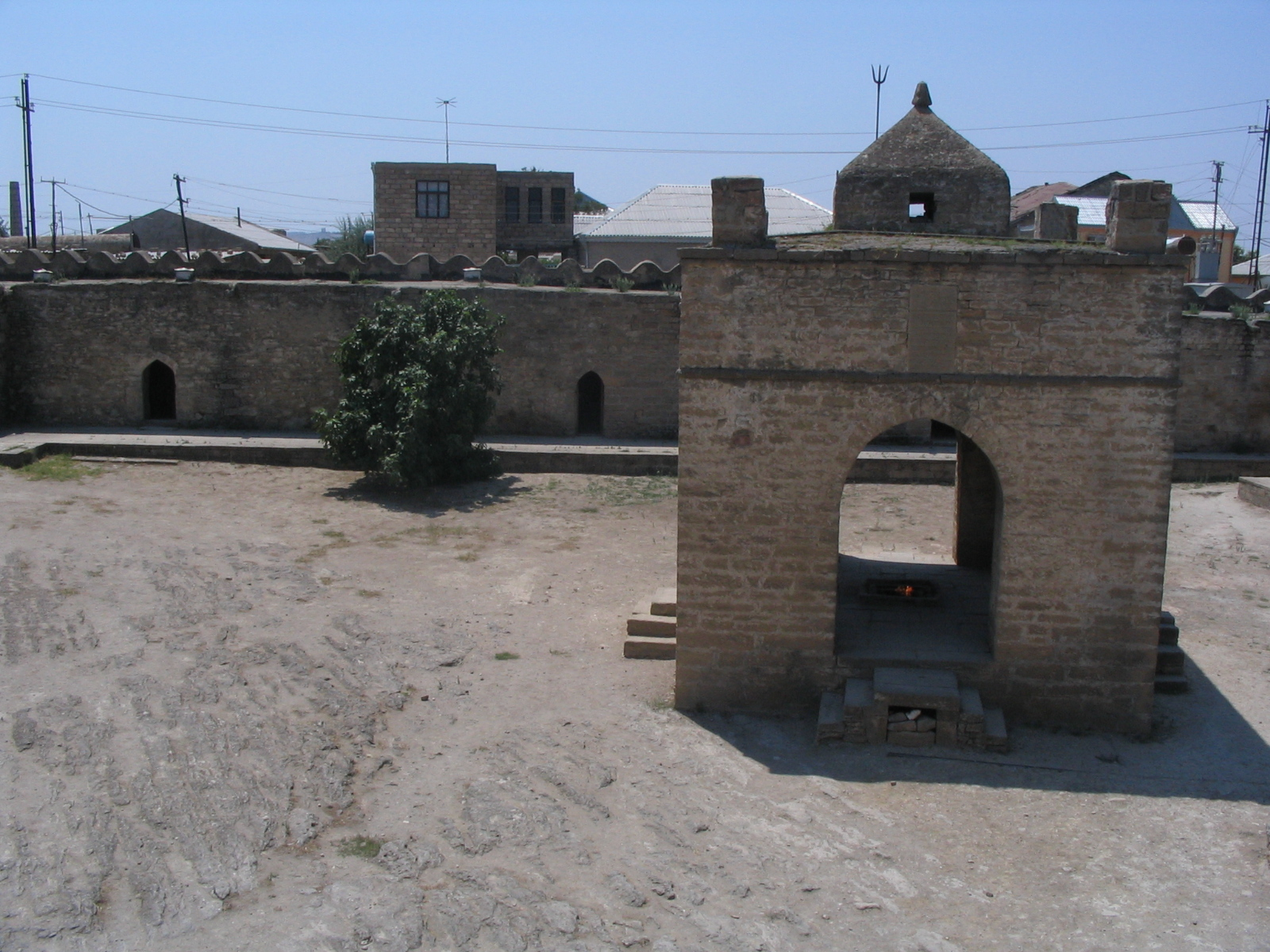
معبد النار في سوراخاني.

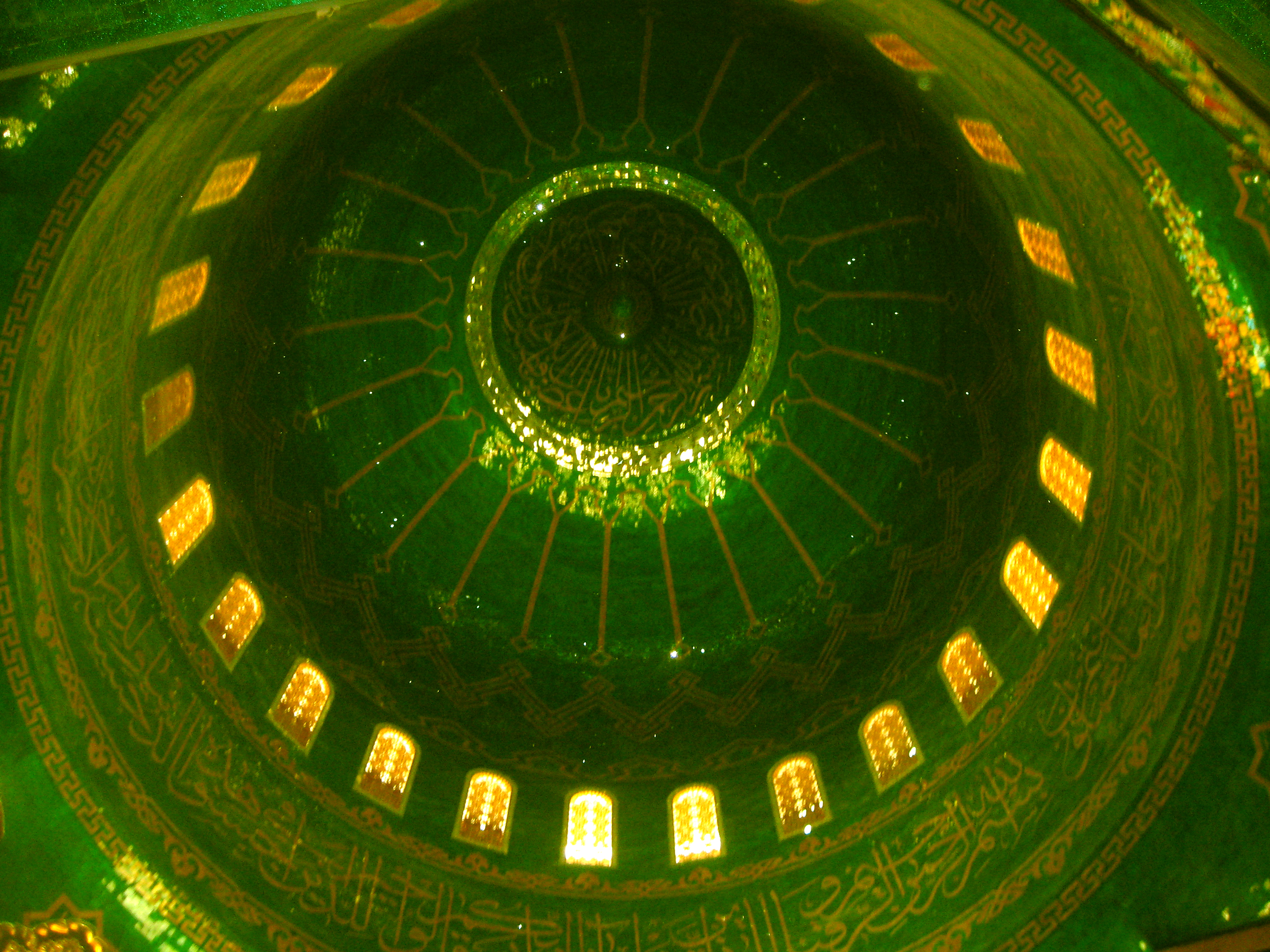
قبة جامع بيبي هيبات من القرن الثالث عشر.

وفقاً لاستطلاعات غالوب الأخيرة فإن أذربيجان هي واحدة من أكثر البلدان غير المتدينة في العالم حيث أن حوالي 50% من أفراد العينة التي شملها الاستطلاع أفادوا إلى عدم وجود أي أهمية للدين في حياتهم. لكن 93% من السكان يعرفون أنفسهم ك«مسلمين» رغم أن الكثير لا يمارسون العبادات. هناك العديد من الأديان الأخرى بين الجماعات العرقية المختلفة داخل البلد. بموجب المادة 48 من دستورها فإن أذربيجان دولة علمانية، وتضمن الحرية الدينية. تشمل الأقليات الدينية الأخرى المسيحيين حيث يشكلون 3% إلى 4% من السكان، والذين يتبع أغلبهم الكنيسة الروسية الأرثوذكسية والكنيسة الجورجية الرسولية الأرثوذكسية وكنيسة الأرمن الأرثوذكس (تقريباً جميع الأرمن يعيشون في مقاطعة ناغورني قرة باغ).
تنص إجراءات حكومية على أنه يجب على كل الجماعات الدينية، وخاصة الإسلامية منها، تسجيل أسمائها لدى اللجنة الحكومية للعمل مع المنظمات الدينية وأن تنسق معها التعاليم التي تدعو لها. الجمعيات الحقوقية تقول أن الوسائل التي تستخدمها الحكومة في هذه الجهود عنيفة وتجيء في اطار تضييق الخناق على حرية التعبير التي يرى فيها النظام تحديا محتملا له.
أشارت الإحصائيات لعام 2003 على وجود 250 شخص من أتباع المذهب الروماني الكاثوليكي. كما توجد طوائف مسيحية أخرى وفقاً لإحصائيات سنة 2002 منها اللوثريون والمعمدانيون والمولوكانيون. هناك أيضاً اليهود والبهائيون، وهاري كريشنا وشهود يهوه، فضلاً عن اتباع كنيسة نحميا، وكنيسة النجمة الشرقية وكنيسة البركة الكاتدرائية. الزرادشتية لها تاريخ طويل في أذربيجان، ومن مواقعها الهامة معبد النار في باكو، جنباً إلى جنب مع المانوية. تشير التقديرات إلى أن معتنقي الزرادشتية في أذربيجان بحدود 2000 نسمة.

### اللغة

خريطة توضح انتشار المتحدثين بالأذرية.

اللغة الرسمية هي الأذربيجانية، التي تنتمي إلى عائلة اللغات التركية، ويتحدث بها في جنوب غرب آسيا، في المقام الأول في أذربيجان، وبين الإيرانيين الأذربيجانيين. الأذربيجانية عضو في فرع أوغوز من اللغات التركية وترتبط ارتباطاً وثيقاً بالكاشكاي والتركية والتركمانية.
تنقسم اللغة الأذربيجانية إلى نوعين، الأذربيجانية الشمالية والأذربيجانية الجنوبية وإلى عدد كبير من اللهجات. الخلج التركية والكاشكاي والسلجوق تعدّ من قبل البعض لغات منفصلة في مجموعة اللغات الأذربيجانية.
خدمت الأذربيجانية بوصفها لغة مشتركة في معظم أنحاء جنوب القوقاز (باستثناء سواحل البحر الأسود) وفي جنوب داغستان وشرق تركيا وأذربيجان الإيرانية من القرن السادس عشر إلى أوائل القرن العشرين.

## الثقافة

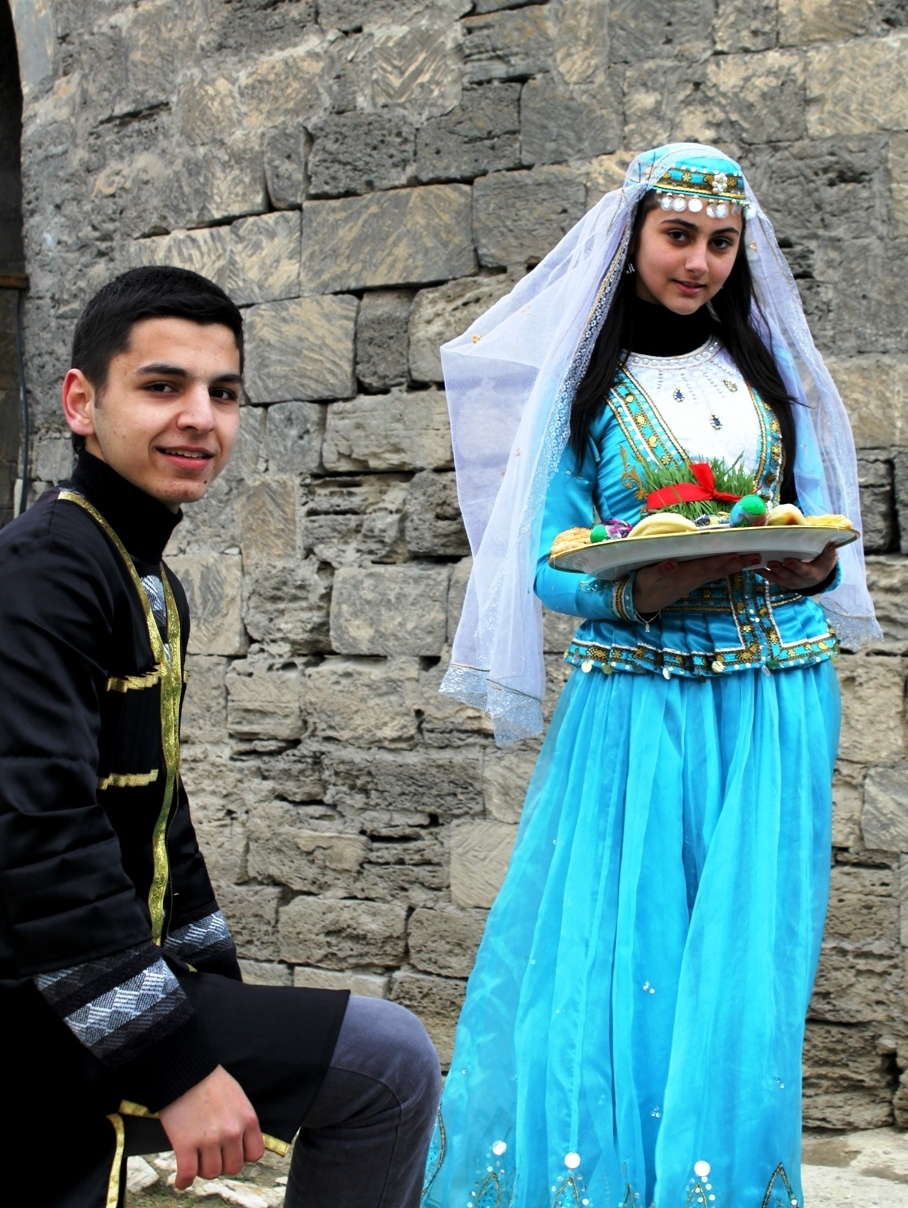
شاب أذري محتفلاً بعيد النيروز.

تطورت الثقافة الأذربيجانية تحت تأثير عوامل عديدة. حالياً، التأثيرات الغربية قوية بما في ذلك ثقافة الاستهلاك المعولمة.
يتكون الشعب الأذربيجاني من الأذريين، وكذلك من مجموعات عرقية تعيش في مناطق مختلفة من البلاد. اللباس الأذربيجاني الوطني والتقليدي هو تشوخا وباباخي. هناك برامج إذاعية عبر المذياع باللغات الروسية والأرمنية والجورجية والكردية والليزغينية والتاليش والتي تمولها ميزانية الدولة. بعض المحطات الإذاعية المحلية في بالاكن وخاشماز تذيع بالأفار والتات. تنشر عدة صحف في باكو باللغات الروسية والكردية (كردية دنغية) والليزغينية (سمور) والتاليش. تنشر المؤسسة اليهودية «سوخنوت» صحيفة عزيز.

### التعليم
في العصر السوفيتي، تراجعت مستويات الأمية إلى أدنى مستوياتها على الإطلاق، على الرغم من تبديل الأبجدية مرتين، من العربية إلى اللاتينية في عشرينيات القرن العشرين ومن اللاتينية إلى السيريلية في الثلاثينيات منه. وفقاً للبيانات السوفيتية، وصل معدل محو الأمية إلى 100% بين الذكور والإناث (الذين تتراوح أعمارهم بين 9 و 49 سنة) في عام 1970.
منذ الاستقلال، شهد نظام التعليم الأذربيجاني تغيّراً هيكلياً بسيطاً. شملت التعديلات الأولية إعادة التعليم الديني (المحظور خلال الحقبة السوفيتية)، وتغييرات في المناهج الدراسية التي أعادت استخدام اللغة الأذربيجانية وقضت على محتواه العقائدي. بالإضافة إلى المدارس الابتدائية، تشمل المؤسسات التعليمية الآلاف من الحضانات والمدارس الثانوية العامة والمدارس المهنية، بما في ذلك المدارس الثانوية والمدارس الفنية المتخصصة. التعليم إلزامي حتى الصف الثامن.

### العمارة

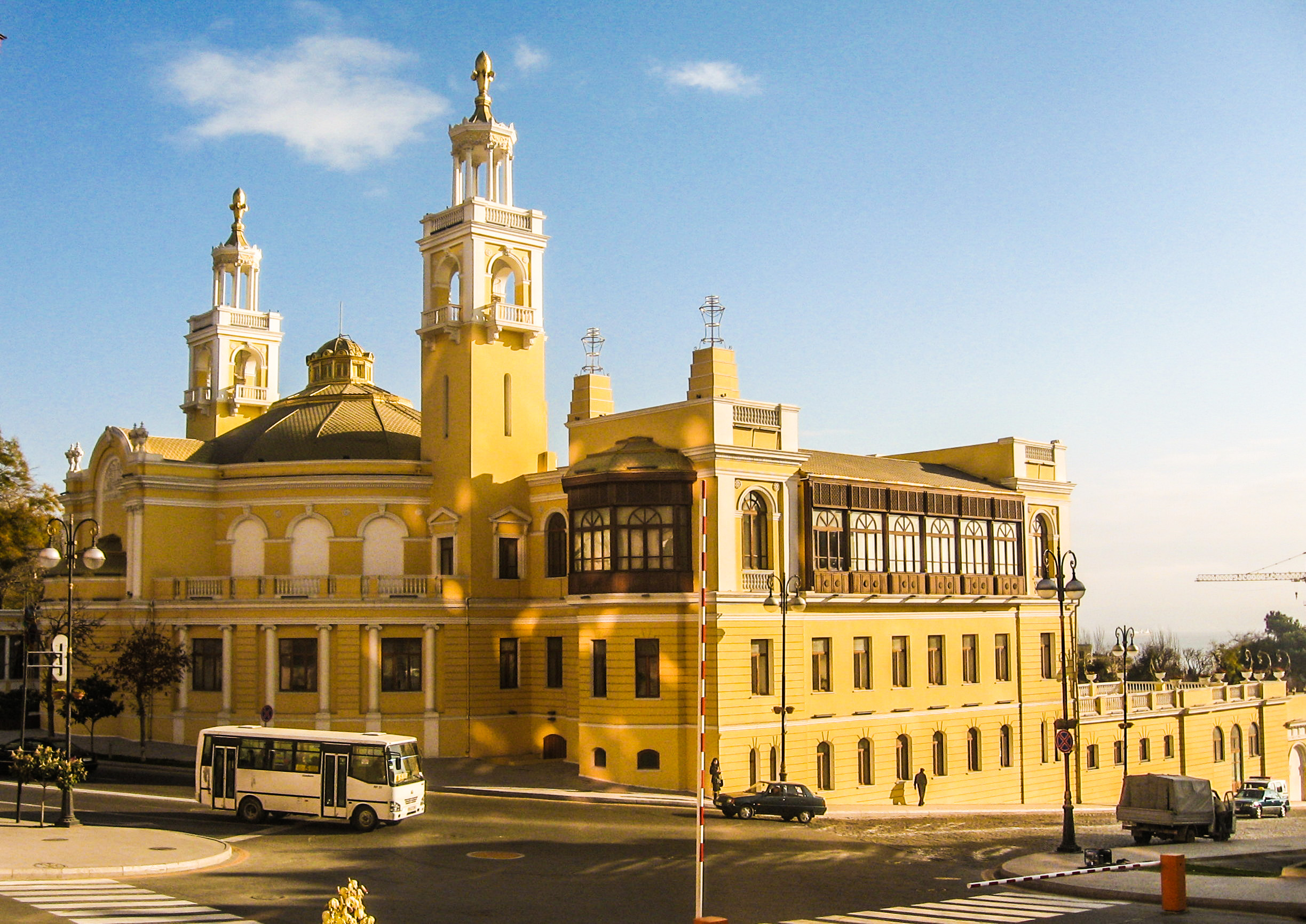
قاعة أوركسترا باكو.

تجمع العمارة الأذربيجانية عادة بين عناصر من الشرق والغرب. العديد من التحف المعمارية القديمة مثل برج العذراء وقصر الشيروانشاهات في المدينة المسورة في باكو لا تزال حية حتى الآن. تشمل المواقع المدرجة على قائمة مواقع التراث العالمي لليونسكو محمية غوبوستان ومعبد النار في باكو وضريح مومين خاتون وقصر خوانين شكي في شكي.
من بين الكنوز المعمارية الأخرى من العصور الوسطى التي تعكس تأثير عدة مدارس قصر شاهات شيروان في باكو وقصر خوانين شكي في بلدة شكي في شمال وسط أذربيجان ومعبد سوراخاني في شبه جزيرة أبشيرون وعدد من الجسور الممتدة على نهر أراس وعدد من الأضرحة. في القرنين التاسع عشر وأوائل العشرين، ظهرت قلة من العمارة المتميزة، لكن أنشئت مساكن متميزة في باكو ومناطق أخرى. من بين الآثار المعمارية الأخيرة، يشتهر مترو الأنفاق في باكو بالتصميم الفخم.

### السينما

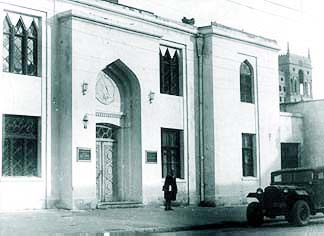
أول استوديو تصوير في باكو.

تعود صناعة السينما في أذربيجان إلى عام 1898، في الواقع، كانت أذربيجان من أوائل الدول المشاركة في صناعة السينما. لم يكن الأخوان الفرنسيان لوميير على علم بمدى ما أطلقاه في مجال تسجيل الصور المتحركة في باريس في 28 ديسمبر 1895 وعن سرعة تطور التقنية في هذا المجال. اخترع هؤلاء الأخوان جهازاً حازوا به على براءة اختراع في فبراير 1895 وأطلقا عليه سينماتوغراف (والتي اشتق منها مصطلح «صناعة السينما»).
لا يستغرب ظهور ذلك الجهاز في وقت قريب بعد ذلك في باكو - في نهاية القرن التاسع عشر، حيث أنها مدينة تقع على خليج في بحر قزوين وتنتج أكثر من 50% من إمدادات العالم من النفط. وكما هو الحال اليوم، جذبت صناعة النفط الأجانب الحريصين على الاستثمار والعمل.
في سنة 1919، وفي عهد جمهورية أذربيجان الديمقراطية، تم تصوير الفيلم الوثائقي «الاحتفال بالذكرى السنوية لاستقلال أذربيجان» في يوم استقلال البلاد في 28 مايو وعرض لأول مرة في يونيو 1919 في عدة مسارح في باكو.
بعد تأسيس السلطة السوفيتية في سنة 1920، وقع ناريمان ناريمانوف وهو رئيس اللجنة الثورية في أذربيجان مرسوماً بتأميم السينما في أذربيجان.
في عام 1991، وبعد أن نالت أذربيجان استقلالها عن الاتحاد السوفيتي، عقد أول مهرجان سينمائي دولي في باكو. في ديسمبر 2000، وقع رئيس أذربيجان السابق حيدر علييف مرسوماً يحدد 2 أغسطس عطلة مهنية لصناع السينما في أذربيجان.
الآن وبعد انحلال الاتحاد السوفيتي، يتعامل السينمائيون الأذربيجانيون مع قضايا مشابهة لتلك التي واجهها السينمائيون قبل إنشاء الاتحاد السوفيتي في سنة 1920. ومرة أخرى يعود اختيار المحتوى ورعاية الأفلام إلى مبادرة الصانعين.

### المطبخ

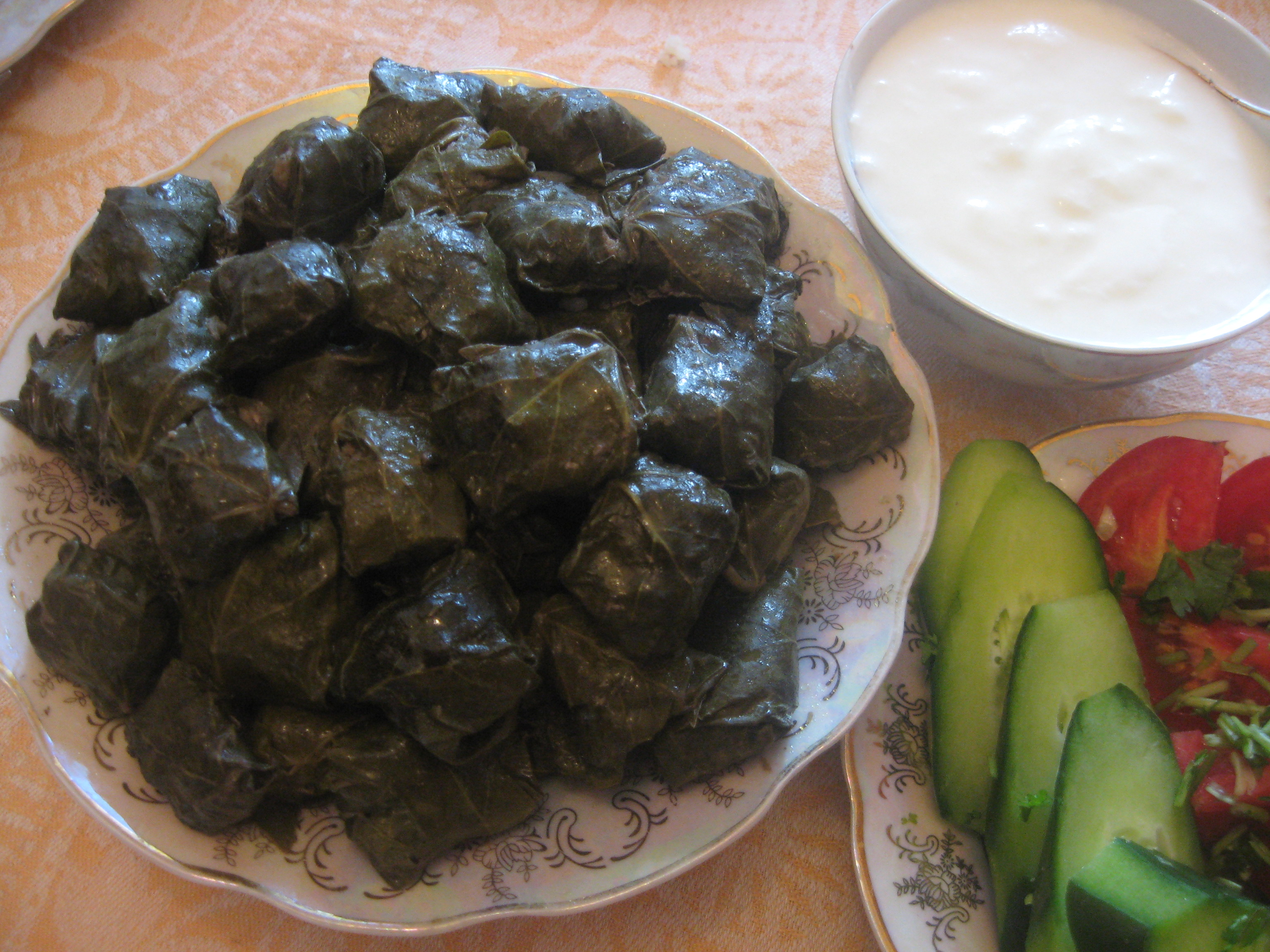
يبرق ورق العنب الأذربيجانية، تشتهر عدة أنواع من ورق العنب أو الدولما في أذربيجان.

تأثر المطبخ الأذربيجاني على مر القرون بالأطعمة من مختلف الثقافات بسبب الحراك السياسي والاقتصادي في أذربيجان. مع ذلك، يمتلك المطبخ الأذربيجاني اليوم خصائص مميزة وفريدة من نوعها. تنتشر الكثير من الأطعمة الأصلية من أذربيجان في البلدان المجاورة حاليًا، أما بالنسبة للأذربيجانيين، فالطعام جزء مهم من ثقافة البلاد وتضرب جذوره عميقاً في تقاليد وتاريخ وقيم الأمة.
يشتهر المطبخ التقليدي بوفرة الخضروات التي تستخدم موسمياً في الأطباق المحلية. الأعشاب الطازجة، بما في ذلك النعناع والكزبرة والشبت والريحان والبقدونس والطرخون والكراث والثوم المعمر والزعتر والمردقوش والبصل الأخضر والجرجير ذات شعبية كبيرة وغالباً ما تصاحب الأطباق الرئيسية على المائدة.
المطبخ في أذربيجان جزء مهم من ثقافة البلاد، ينعكس تنوع الظروف المناخية وخصوبة الأرض في الأطباق الوطنية والتي تقوم على الأسماك من بحر قزوين واللحوم المحلية (لحم الضأن ولحم البقر بشكل رئيسي) ووفرة الخضار الموسمية والخضر. بلو أرز الزعفران هو الغذاء الرئيسي في أذربيجان والشاي الأسود هو المشروب الوطني.

### الرقص الشعبي
هناك عدد من الرقصات الأذربيجانية، وتتميز هذه الرقصات الشعبية بقدمها وبكونها إيقاعية للغاية. تشاهد هذه الرقصات في الاحتفالات الرسمية حيث يرتدي الراقصون الملابس التقليدية أو عباءات تشوكا. تمتاز الموسيقى بإيقاعها السريع جداً لذلك يجب أن يتمتع المؤدي بالمهارة. تعكس الرقصات في أذربيجان هوية البلاد الوطنية. تختلف هذه الرقصات عن غيرها بإيقاعها السريع وبتفاؤلها وهذا ما يعكس جرأة البلاد. يحافظ على اللباس التقليدي بشكل جيد في الرقصات الوطنية.
أذربيجان بلد حفظت تقاليدها الوطنية وهنالك العديد منها، عيد النوروز (نوروز تعني «يوم جديد») هو أقدم أعياد البلاد ويدل على قدوم السنة الجديدة والربيع، ويحتفل به في يوم الاعتدال الربيعي (21-22 مارس)، وهو رمز لتجدد الطبيعة والخصوبة. تحتفل الشعوب الزراعية في منطقة الشرق الأوسط بالنوروز منذ العصور القديمة.

### الفن الشعبي

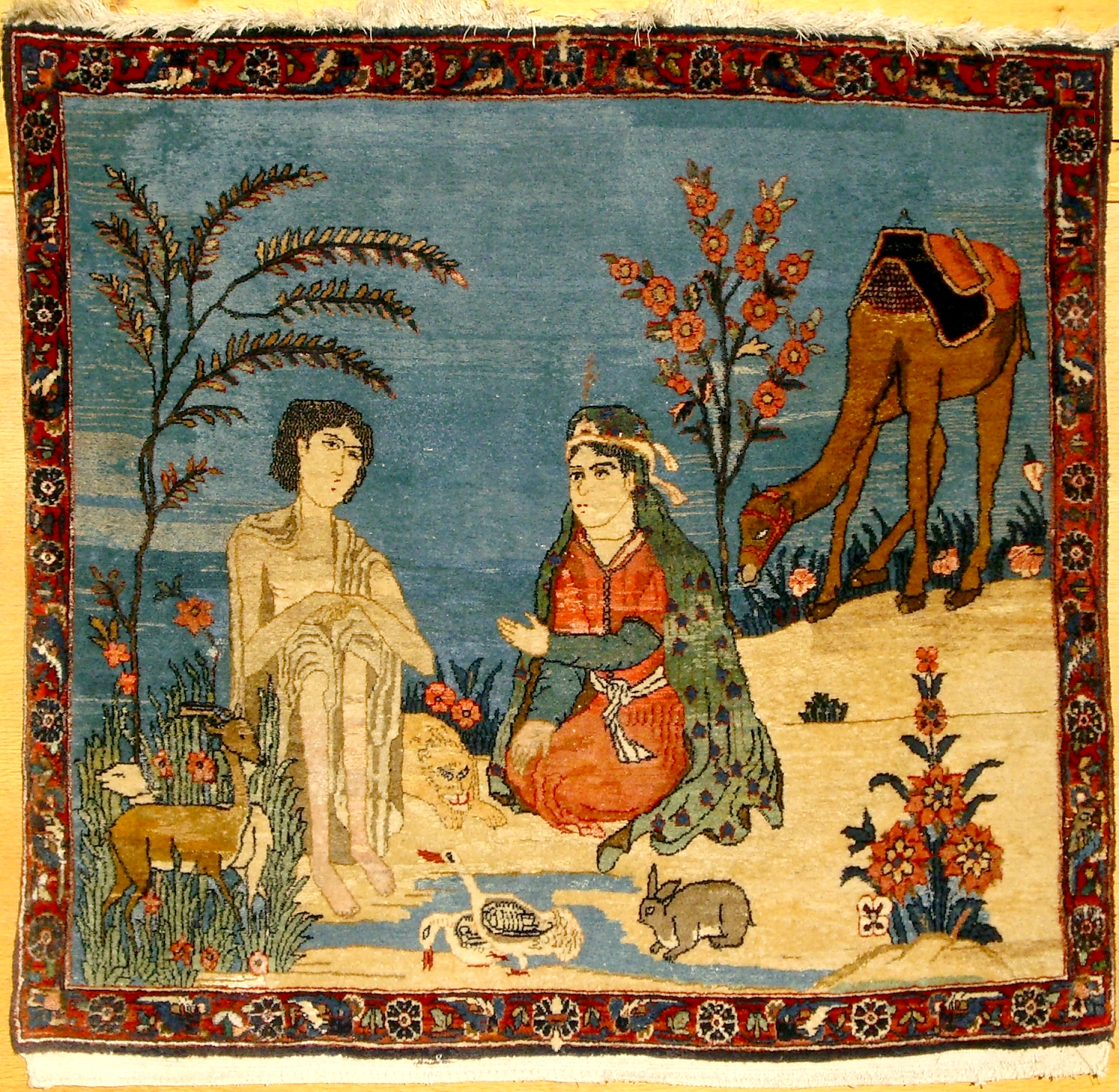
سجادة أذربيجانية مبنية على قصة مجنون ليلى لنظامي الكنجوي من القرن الثاني عشر الميلادي.

يمتلك الأذريون ثقافة غنية متميزة ينتمي جزء كبير منها للفنون الزخرفية والتطبيقية. يتجسد هذا النوع من الفن من خلال مجموعة واسعة من الصناعات اليدوية مثل المجوهرات والنقش على المعادن ونحت الحجر والخشب والعظام وصنع السجاد ونمط النسيج والطباعة والحياكة والتطريز. كل هذه الأنواع من الفنون الزخرفية انعكاس لثقافة الأمة الأذربيجانية.
تعد السجادة الأذربيجانية من المنسوجات اليدوية التقليدية من مختلف الأحجام والتي تختلف أنماطها وفقاً لمناطق أذربيجان. في نوفمبر 2010، صنف السجاد الأذربيجاني ضمن روائع التراث الثقافي غير المادي لليونسكو. عرفت أذربيجان منذ القدم كمركز لمجموعة كبيرة ومتنوعة من الحرف اليدوية. تشهد أعمال الحفر الأثرية في أراضي أذربيجان على الزراعة المتطورة وتربية المواشي والعمل بالمعادن والفخار والسيراميك وأخيراً وليس آخراً صناعة السجاد التي تعود إلى الألف الثالث أو الثاني قبل الميلاد. يمكن تصنيف العديد من المجموعات الفرعية ضمن فئة السجاد الأذربيجاني. ترتبط البحوث العلمية الحقيقية حول السجاد الأذربيجاني باسم لطيف كريموف وهو عالم بارز وفنان. صنف كريموف السجاد الأذري ضمن أربع مجموعات كبيرة تتناسب مع أربعة مناطق جغرافية في أذربيجان وهي غوبا شيروان وكنجه كازاخ وقره باغ وتبريز.

### الموسيقى

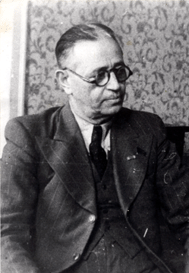
عزير حجيبكوف، قام بدمج تقاليد الموسيقى الأذرية مع الموسيقى الغربية في أوائل القرن العشرين.

بنيت الموسيقى الأذربيجانية على التقاليد الشعبية التي تعود إلى ما يقرب من 1000 سنة. تطورت الموسيقى الأذربيجانية عبر الرثاء من خلال خلق ألحان متنوعة متوازنة. تمتلك الموسيقى في أذربيجان نظاماً متعدداً، حيث للجداول الكبرى والصغرى واختلافاتها أهمية رئيسية. وفقاً لقاموس غروف للموسيقى والموسيقيين «من حيث الثقافة والعرق والدين الأذريون أقرب بكثير موسيقياً إلى إيران منهم إلى تركيا».
المقام والميكانا وفن العاشق هي واحدة من التقاليد الموسيقية العديدة في أذربيجان. عادة ما يتركب المقام من الشعر والفواصل الموسيقية. يقوم مؤدوا المقام بتجسيد مشاعرهم في الغناء والموسيقى. يعدّ مغني المقامات عليم قاسموف أحد أفضل خمس مؤدي مقامات على مر العصور. على النقيض من تقاليد المقامات في بلدان آسيا الوسطى فإن المقام الأذري ذو شكل أكثر حرية وأقل جموداً. غالباً ما يقارن بالجاز المرتجل. أعلنت اليونسكو تقليد المقامات الأذرية من روائع التراث الشفهي وغير المادي للبشرية في 7 نوفمبر 2003.
الميكانا هو نوع من الموسيقى التقليدية الشعبية الأذرية المتميزة التي يؤديها عادة عدة أشخاص ارتجالياً في موضوع معين. من بين الآلات الموسيقية الوطنية هناك أربعة عشر آلة وترية وثمانية آلات إيقاعية وستة آلات نفخ.
يجمع «العاشق» بين الشعر والقص والرقص والموسيقى والصوتيات في فن تقليدي يعدّ رمزاً للثقافة الأذربيجانية. هو تروبادور صوفي أو شاعر رحال يغني ويعزف على الساز. تعود أصول هذا التقليد إلى المعتقدات الشامانية للشعوب التركية القديمة. أغاني العاشق شبه مرتجلة حول الأسس المشتركة. أدرج فن العاشق الأذري في قائمة التراث الثقافي غير المادي من قبل اليونسكو في 30 سبتمبر 2009.
شاركت أذربيجان لأول مرة في مسابقة الأغنية الأوروبية عام 2008، وحلت ثامنة من بين 43 متسابق. أما مشاركة البلاد في مسابقة الأغنية الأوروبية 2009 من خلال آيسل تيمورزاده وآرش لباف فوضعتها ثالثاً.

### الأدب

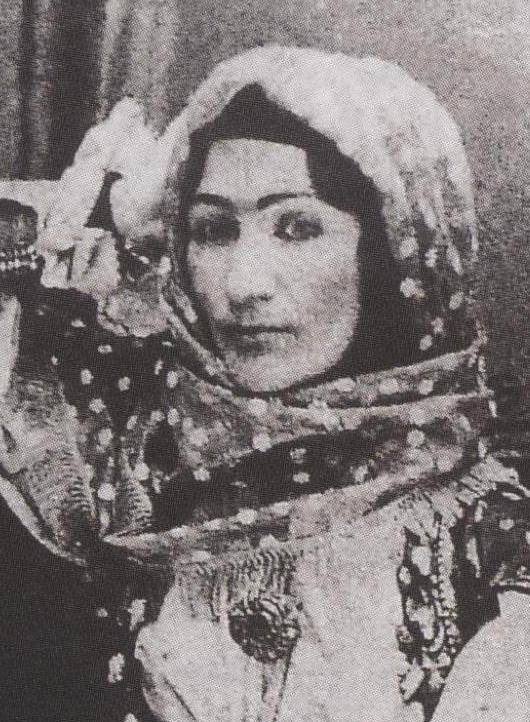
خورشيد بنو نطوان، ابنة الحاكم الأخير لخانة قره باغ، تعدّ إحدى أهم الشاعرات الغنائيات في أذربيجان.

يُعتبر «حسن أوغلو» أو «بير حسن الأصفارايني» أوّل أديب أذري معروف، حيث ألّف ديوانًا شعريًا غزليًا باللغتين الفارسية والتركية، ومن المعروف عنه أنه استعمل اسمه المستعار في أشعاره الفارسية، بينما استعمل اسمه الحقيقي «حسن أوغلو» في أشعاره التركية.
كُتبت الأعمال الأدبية الأذرية التقليدية خلال القرن الرابع عشر، وذلك بلهجات تبريز وشيروان القديمة، ومن الشعراء المعروفين في تلك الفترة: غازي برهان الدين، وجهان شاه قره قویونلو «حقيقي»، وبرز في أواخر ذلك القرن علي عماد الدين نسيمي، وهو أحد أكبر الشعراء الحروفيين الترك في تلك الفترة، وأوّل من نظم الدواوين بالتركية، كذلك له دواوين أخرى بالعربية والفارسية. تطوّرت النظم الشعرية الغزلية والديوانية في العصور اللاحقة بعد وفاة النسيمي، وذلك بفضل ما أُدخل عليها من تحسينات من قبل شعراء وأدباء كبار أمثال قاسم الأنور ومحمد بن سليمان "الفضولي" والشاه إسماعيل الصفوي. ظهر في أذربيجان وبلاد فارس خلال تلك الحقبة عدد من الروايات والمؤلفات الملحمية، مثل «كتاب دده كركود» الذي كُتب خلال القرن الخامس عشر، ويتألف من مخطوطتين طُبعتا في القرن السادس عشر، وفيه 12 قصة تتحدث عن حياة قبائل الترك الأوغوز الرحّل. تطوّر الأدب الأذري بشكل أكبر مع إدخال نمط «العاشق» إلى الأشعار، ويرجع الفضل في ذلك إلى الشاه إسماعيل الصفوي، الذي كتب ما يفوق 1400 قصيدة باللغة الأذرية، تحت الاسم المستعار «خطائي».
اقتبس عدد من الشعراء أعمال من سبقهم، مثل محمد بن سليمان، خلال القرنين السابع عشر والثامن عشر، وأضافوا إليها فصولاً وأقسامًا جديدة، وابتكروا من خلالها قصصًا أخرى، مثل «ملحمة ابن الأعمى» (بالأذرية: Koroğlu dastanı)، التي توجد منها عدّة مخطوطات في أكاديمية العلوم الوطنية في أذربيجان. يُكتب الأدب الأذري المعاصر باللكنة الشيروانية بشكل رئيسي، وكذلك باللكنة التبريزية في إيران.

### الرياضة

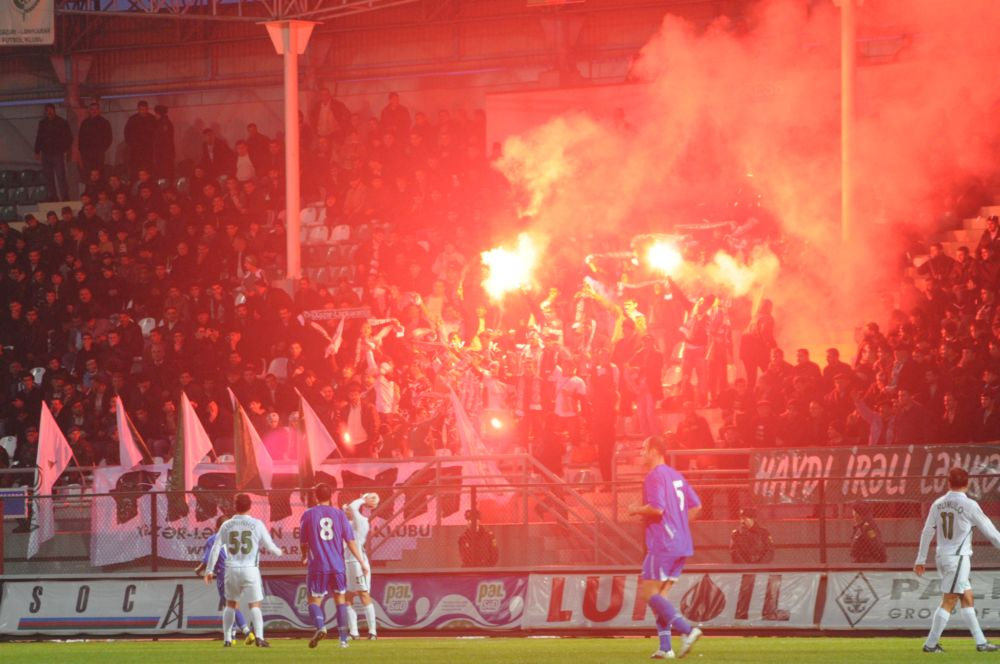
مشجعو خزر لانكاران خلال إحدى المباريات.

الرياضة في أذربيجان ذات جذور قديمة، ولا تزال تمارس حتى الآن الرياضات التقليدية والحديثة. تعدّ المصارعة الحرة تقليدياً الرياضة الوطنية في أذربيجان، لكن اليوم، أكثر الرياضات شعبية في أذربيجان هما كرة القدم والشطرنج.
لعبة الطاولة ذات جذور قديمة في الإمبراطورية الفارسية، وتلعب دوراً رئيسياً في الثقافة الأذربيجانية. تحظى هذه اللعبة بشعبية كبيرة في أذربيجان، وتمارس على نطاق واسع بين الجمهور المحلي. هناك أيضاً أشكال مختلفة من لعبة الطاولة التي طورها وحللها الخبراء من أذربيجان.

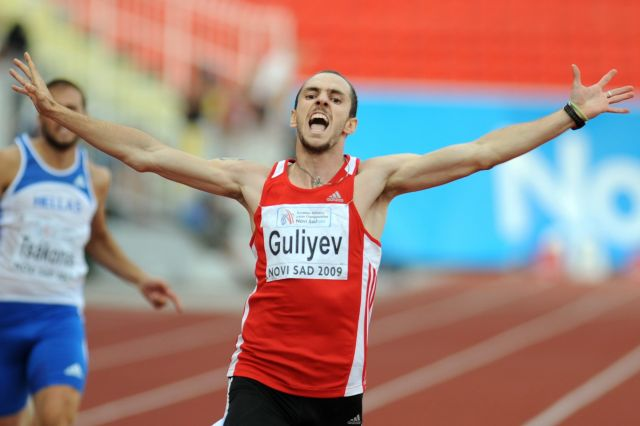
راميل غولييف وهو أحد أشهر لاعبي القوى الأذريين.

تعرف أذربيجان بكونها واحدة من القوى العظمى في لعبة الشطرنج، وعلى الرغم من انهيار الاتحاد السوفيتي لا تزال الشطرنج ذات شعبية كبيرة. من أبرز لاعبي الشطرنج في أذربيجان تيمور رجبوف وشهريار محمدياروف وفلاديمير ماكوغونوف وغاري كاسباروف وفقار هاشيموف وزينب محمدياروف. استضافت أذربيجان العديد من البطولات والمسابقات الدولية في الشطرنج، ونالت بطولة الفريق الأوروبي للشطرنج في سنة 2009.
كرة القدم داخل الصالات هي لعبة أخرى ذات شعبية في أذربيجان. بلغ المنتخب الوطني لكرة الصالات المركز الرابع في بطولة كرة القدم الأوروبية داخل الصالات لعام 2010، بينما انتزع النادي المحلي اراز ناخيتشيفان الميدالية البرونزية في الكأس الأوروبية لكرة الصالات في موسم 2009-2010.
من بين الرياضيين الأذريين الآخرين نامق عبد اللاييف وروفشان بيرموف وماريا ستادنيك وفريد منصوروف في المصارعة وراميل غولييف في ألعاب القوى وإلنور محمدلي ومولود ميرالييف في الجودو ورافاييل أغاييف في رياضة الكاراتيه وفاليريا كوروتينكو وناتاليا مامادوفا في الكرة الطائرة وزابيت ساميدوف في الكيك بوكسينغ ون.

## معرض صور

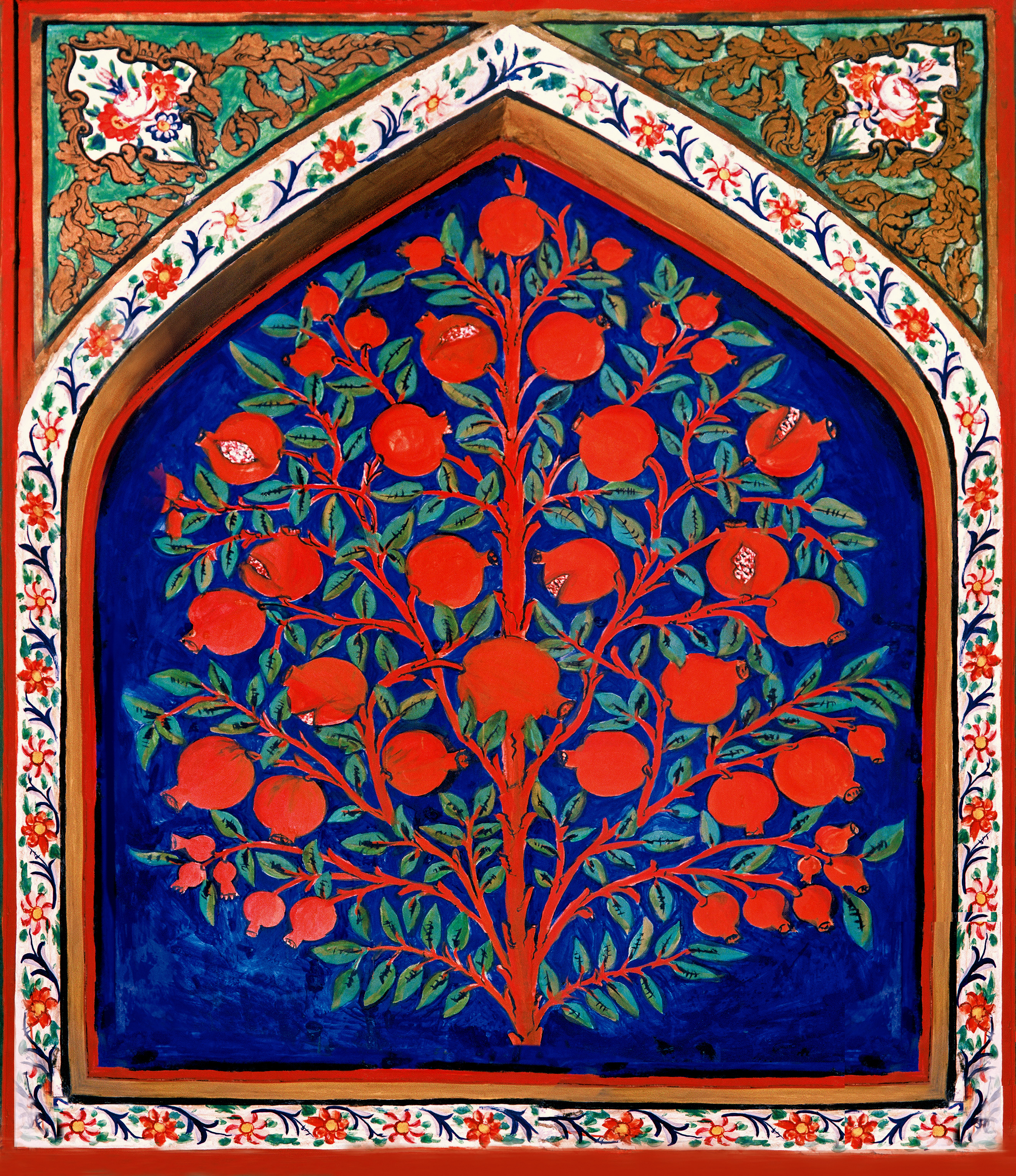
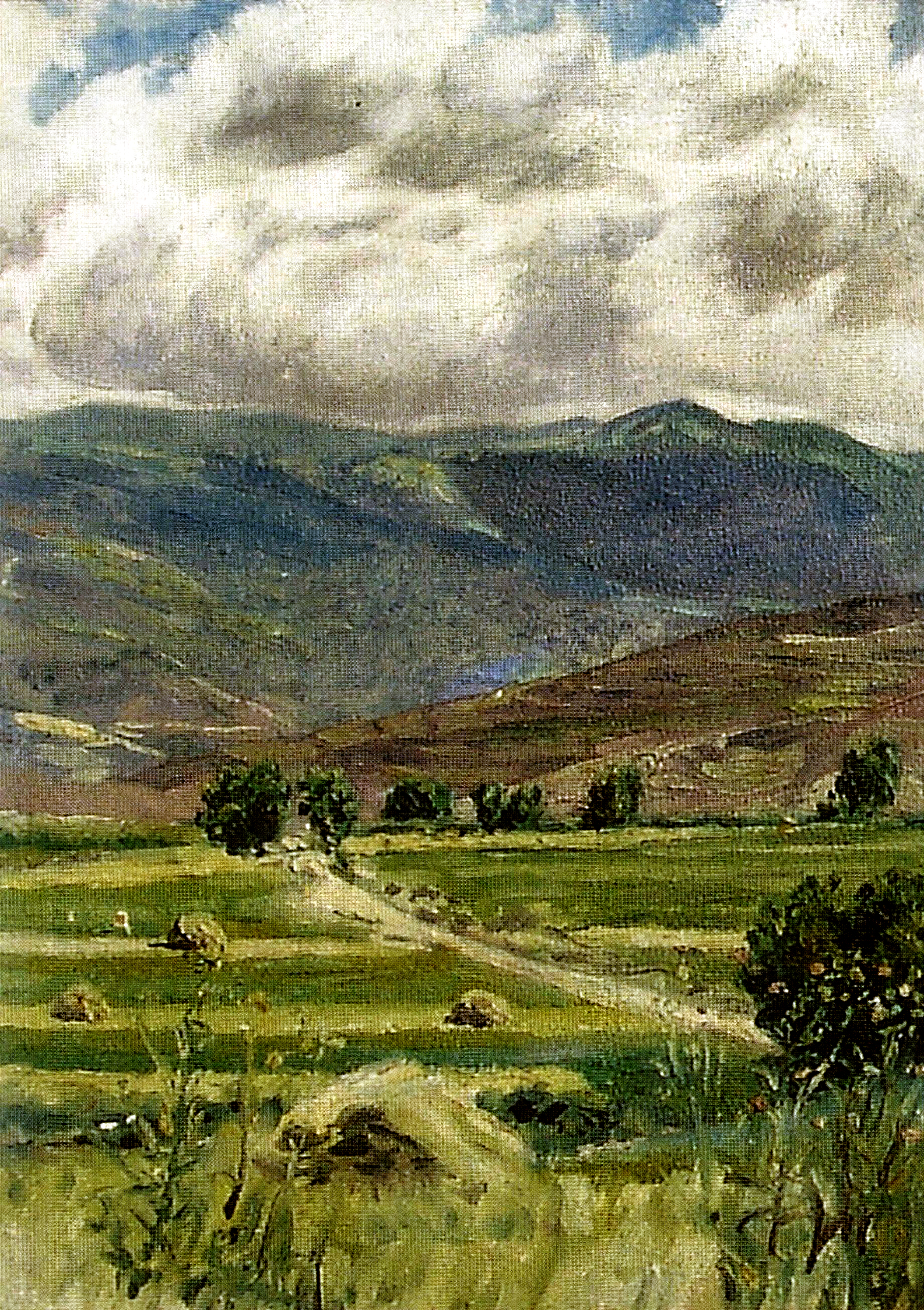
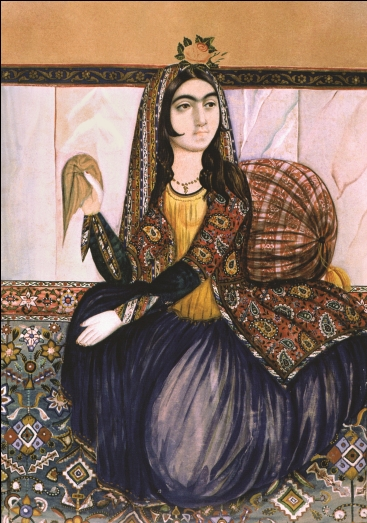
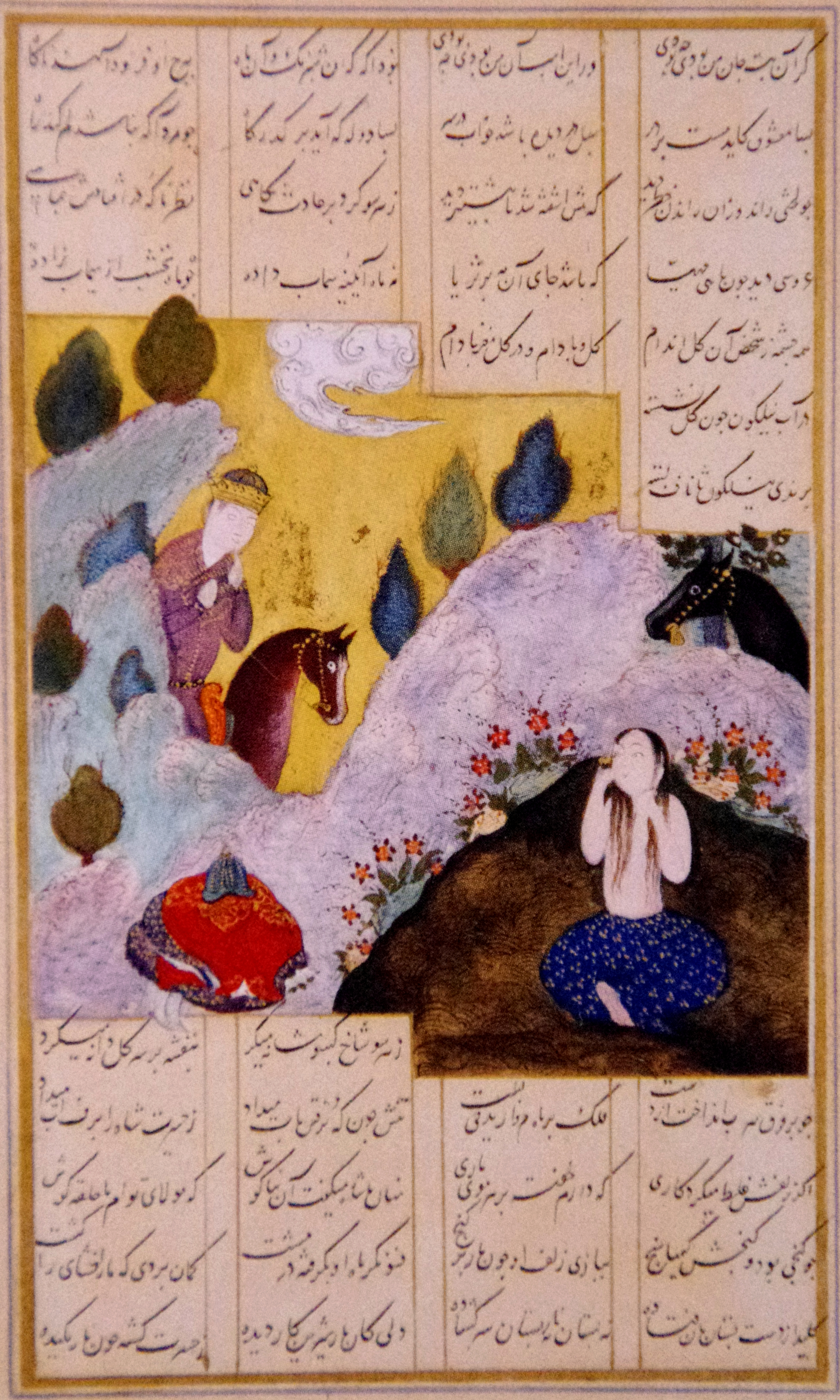
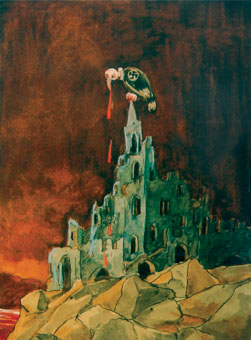

### الأعياد الوطنية
| التاريخ                      | الاسم بالعربية        | الاسم بالأذرية                                    | ملاحظات |
| ---------------------------- | --------------------- | ------------------------------------------------- | --- |
| 1 - 2 يناير                  | رأس السنة الميلادية   | Yeni il                                           | يومان |
| 20 يناير                     | عيد الشهداء           | Qara Yanvar                                       | ذكرى السبت الأسود (1990) عندما دخلت القوات السوفيتية العاصمة باكو وقتلت ما يزيد عن 180 مدنيًا. كذلك يُحتفل فيه بذكرى ضحايا صراع ناغورني قره باغ (1988).                                              |
| 8 مارس                       | اليوم الدولي للمرأة   | Qadınlar günü                                     | يوم واحد |
| 19 - 27 مارس                 | عيد النوروز (النيروز) | Novruz                                            | أسبوعين وخمسة أيام (بداية من عام 2011) |
| 9 مايو                       | يوم النصر             | Faşizm üzərində qələbə günü                       | ذكرى انتصار الاتحاد السوفيتي على ألمانيا النازية في الحرب العالمية الثانية. |
| 10 مايو                      | يوم الزهور            |                                                   | الاحتفال بولادة الرئيس السابق حيدر علييف (1923-2003). |
| 28 مايو                      | عيد الجمهورية         | Respublika günü                                   | ذكرى تأسيس جمهورية أذربيجان الديمقراطية (1918). |
| 15 يونيو                     | يوم الخلاص الوطني     | Azərbaycan xalqının Milli Qurtuluş günü           | ذكرى دعوة البرلمان حيدر علييف ليقود البلاد ويتولى الرئاسة (1993). |
| 26 يونيو                     | عيد الجيش والبحرية    | Azərbaycan Respublikasının Silahlı Qüvvələri günü | |
| 12 نوفمبر                    | عيد الدستور           | Konstitusiya günü                                 | 12 نوفمبر، سنة 1995 |
| 31 ديسمبر                    | يوم التضامن العالمي   | Dünya azərbaycanlıların həmrəyliyi günü           | بعد سقوط جدار برلين، دعت الجبهة الشعبية الأذربيجانية إلى إزالة الحدود بين أذربيجان السوفيتية وإيران بتاريخ 31 ديسمبر، 1989. ومنذ ذلك الحين، اعتبر الآذر حول العالم هذا اليوم رمزًا لتضامن الأذريين. |
| 1 و2 شوال (تقويم هجري)       | عيد الفطر             | Ramazan Bayramı                                   | يومان |
| 10 و11 ذو الحجة (تقويم هجري) | عيد الأضحى            | Qurban Bayrami                                    | يومان |

## وصلات خارجية
معلومات عامة
- Azerbaijan.az
- أذربيجان على مشروع الدليل المفتوح
- أذربيجان في جامعة كولورادو في بولدر.
- حقائق حول البلد من بي بي سي

مواقع حكومية رئيسية
- الموقع الرسمي لرئيس جمهورية أذربيجان
- لجنة الدولة الإحصائية الأذربيجانية
- مكتب الأمم المتحدة في أذربيجان

| الأواسط الإعلامية الرئيسية - أذربيجان اليوم - وكالة الصحافة الأذرية | - آذرنيوز - وكالة الأحداث الجارية الأذرية - أخبار عن أذربيجان من نيويورك تايمز | مواقع سياحية - بوابة السياحة في أذربيجان |